# Torre de guaita d'incendis
|  | Aquest article tracta sobre Torre de guaita d'incendis. Vegeu-ne altres significats a «Torre de guaita (desambiguació)». |

Una torre de guaita d'incendis o torre de vigilància d'incendis, és una torre o torreta que antigament es construïa a les ciutats, més recentment als boscos, per vigilar i detectar els incendis en una fase inicial.
Històricament, quan les cases estaven construïdes de fusta i els incendis devastaven les ciutats, les torres de vigilància d'incendis es construïen dins de les ciutats, sovint al costat d'un parc de bombers, per a detectar els incendis urbans i avisar als bombers.
Actualment se situen als boscos, normalment al cim d'una muntanya o un altre punt de vista elevat, per tal de maximitzar la distància de visió, ofereixen allotjament i protecció habitualment a un guaita forestal en la recerca de columnes de fum inicials procedents d'incendis forestals. En l'actualitat s'està desenvolupant tecnologia per a substituir el guaita forestal per un sistema automatitzat de detecció d'incendis forestals (AWFS, de l'anglès Automated Wildland Fire detection System).
La Generalitat de Catalunya disposa de 48 torres repartides pel territori, en les que el 2020 va substituir els guaites forestals per càmeres. La Diputació de Barcelona en té 22, a més de les 7 que hi ha a la serra de Collserola, gestionades pel Consorci de Collserola. La Generalitat Valenciana disposa de 52 observatoris forestals. El Govern de les Illes Balears gestiona 22 torres de guaita.

## Operativa

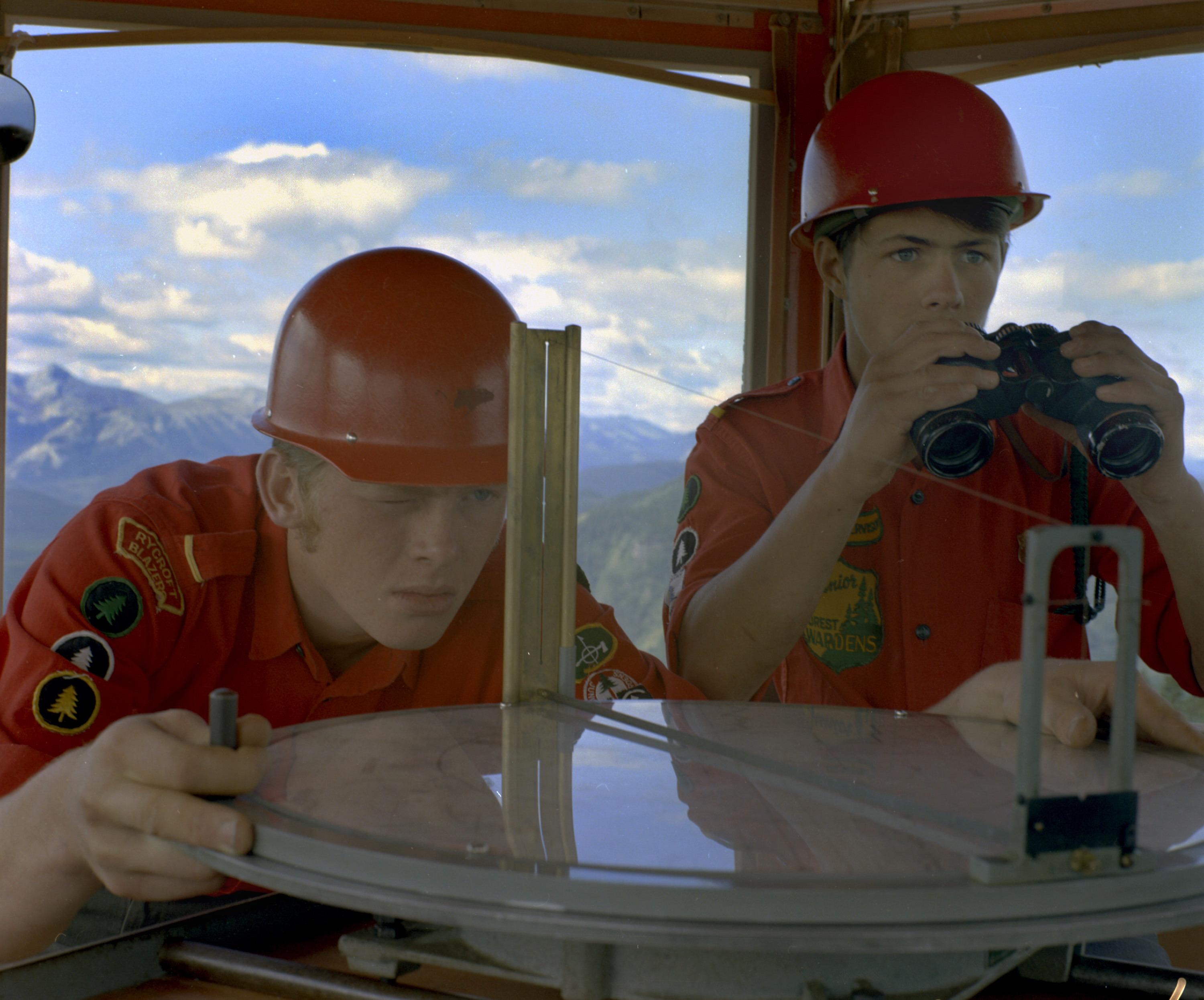
Mesura de la direcció d'una columna de fum amb una alidada

Les torres de guaita estan situades en llocs elevats per a poder guaitar 360°, de forma que quan el guaita o una càmera observa una columna de fum, per triangulació amb altres torres de guaita s'obté la localització exacta del punt de l'incendi, passant la informació al centre de control, que activarà els equips d'extinció.
La informació que s'obtingui de la columna de fum serà molt important per als equips d'extinció, per tal d'acudir amb els mitjans adients al tipus d'incendi que es tracti. Així la informació que es pot deduir de l'observació de la columna de fum és la següent:
- Localització precisa de la columna de fum.
- Característiques de la columna: vertical (sense vent), inclinada (amb vent) o partida (canvi de vent en alçada, o foc topogràfic amb risc important de focus secundaris); petita (foc incipient) o gran (foc desenvolupat); fum blanc (foc lent), gris o negre (foc intens); una sola columna, diferents punts de fum, o front obert; columna intensa i verticalitzada, però no agafada al pendent (foc topogràfic ascendent en múltiple carrera).
- Evolució de la columna: creix, és estable o disminueix.
- Descripció de la zona: si és forestal, habitada, aïllada, etc.
- Condicions meteorològiques.

## Torres de guaita d'incendis urbans

### Xina
Durant la Dinastia Song, a principis del segle xi, es van construir torres de guaita d'incendis a les ciutats de Bianjing (actual Kaifeng) i Lin'an (actual Hangzhou), de 12 metres d'alçada, amb bombers militars vigilant dia i nit.

### Turquia
La 'Torre de Gàlata' a Istanbul, Turquia, de 66,9 m d'alçada, fou construïda per primer cop el 1348, i reconstruïda diverses vegades. Utilitzada com a torre de guaita d'incendis durant l'Imperi Otomà. El codi que s'utilitzava era de llum vermella de nit o bandera triangular vermella de dia, si el foc era a Istanbul; llum blanca de nit o bandera triangular blanca de dia, si el foc era a Beyoğlu; llum verda de nit o bandera triangular verda de dia, si el foc era al costat anatolià.

La 'Torre de Beyazit' a Istanbul, Turquia, de 85 metres d'alçada, construïda el 1828 per l'arquitecte Senaquirim Balian, per ordre del sultà otomà Mahmut II, després que l'anterior torre de Beyazit, de fusta, fos destruïda per un incendi. El codi era el mateix que el de la torre de Gàlata.

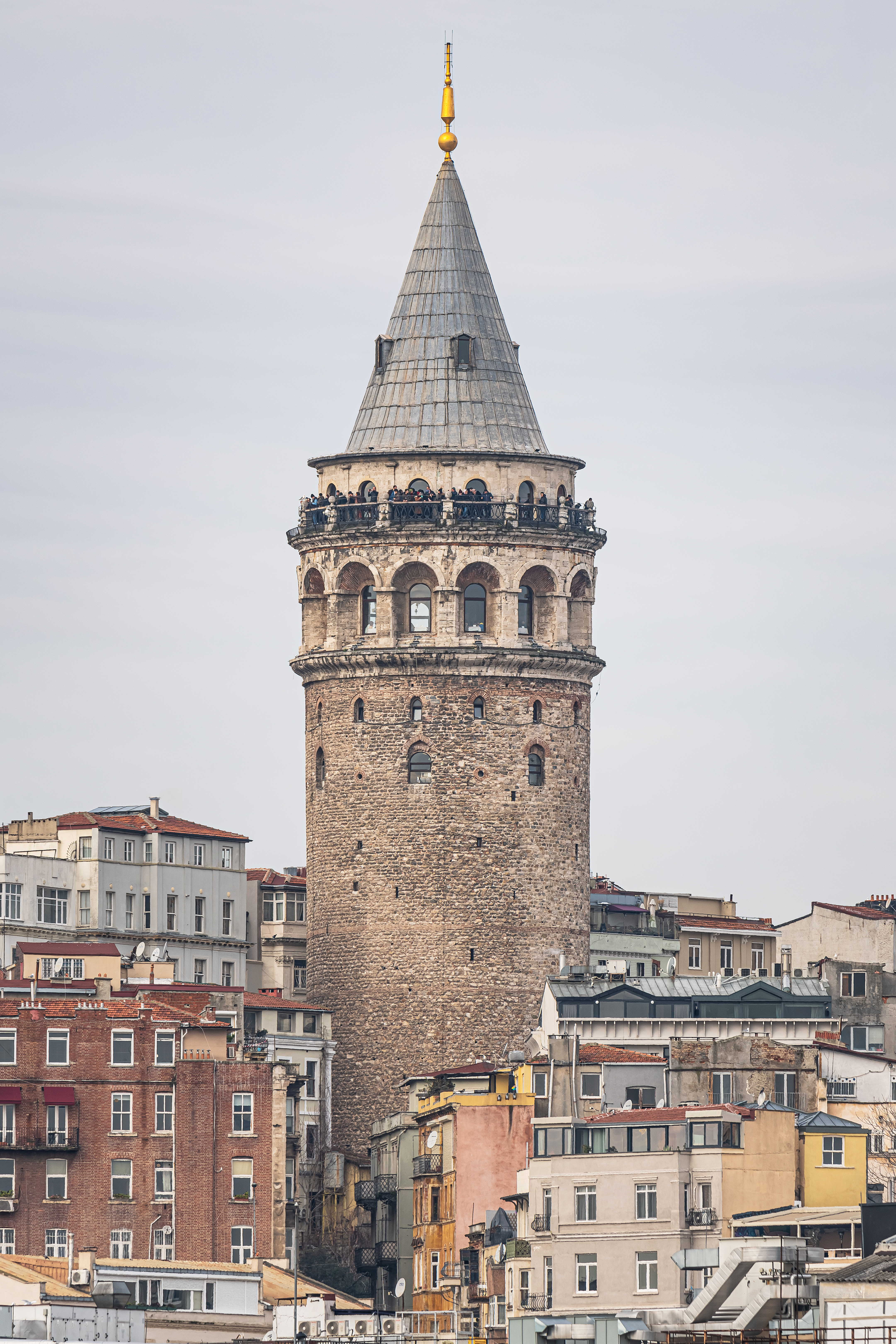
Torre de Gàlata
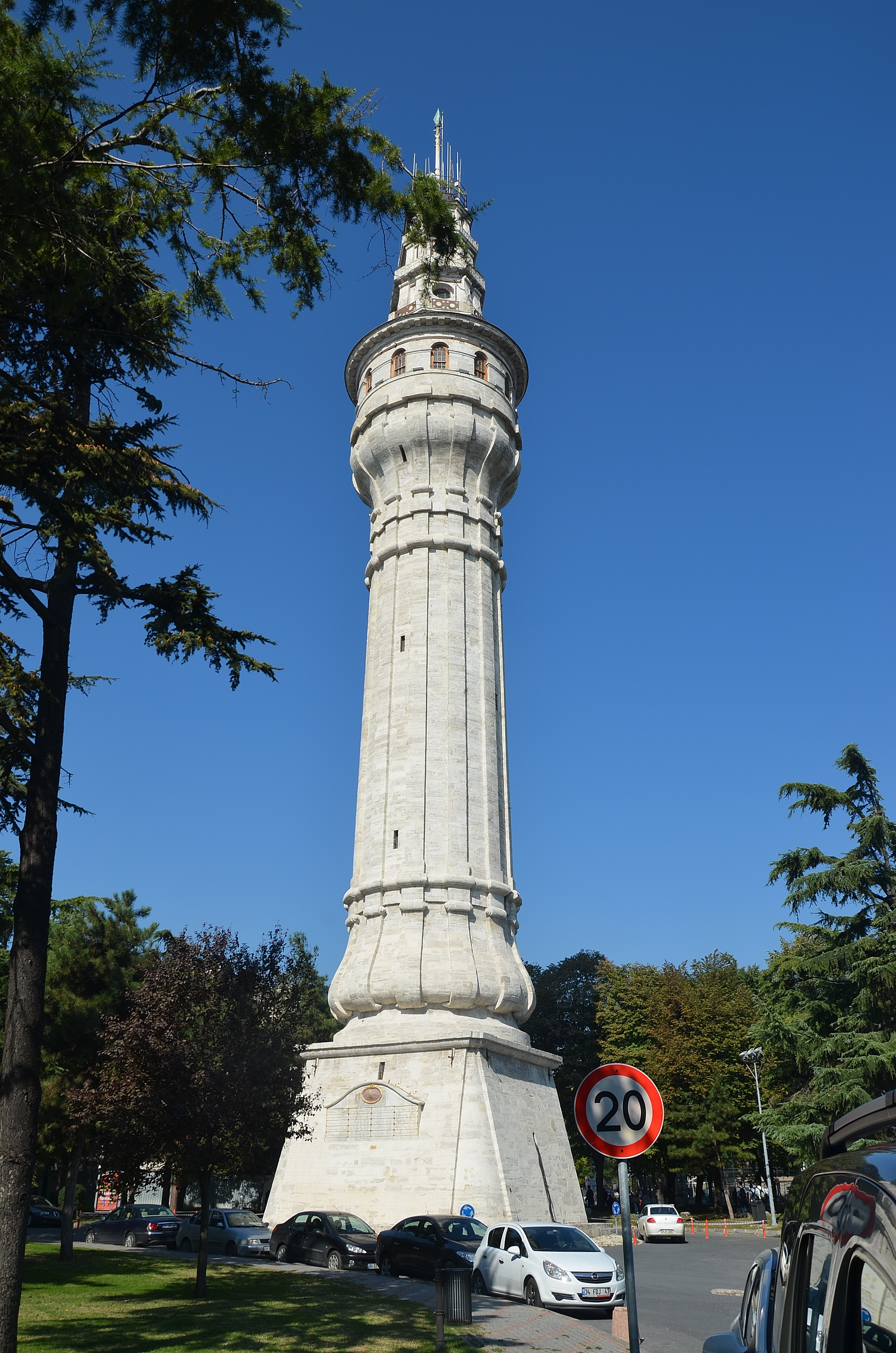
Torre de Beyazit

### Àustria
La torre de la catedral de Sant Esteve de Viena, de 136 m d'alçada, l'estructura més alta del món durant molt de temps, va ser una torre de guaita d'incendis des del 1527 fins al 1955. El vigilant estava equipat amb un megàfon de llauna i donava l'alarma amb una bandera vermella (durant el dia) i amb una llanterna vermella (de nit).

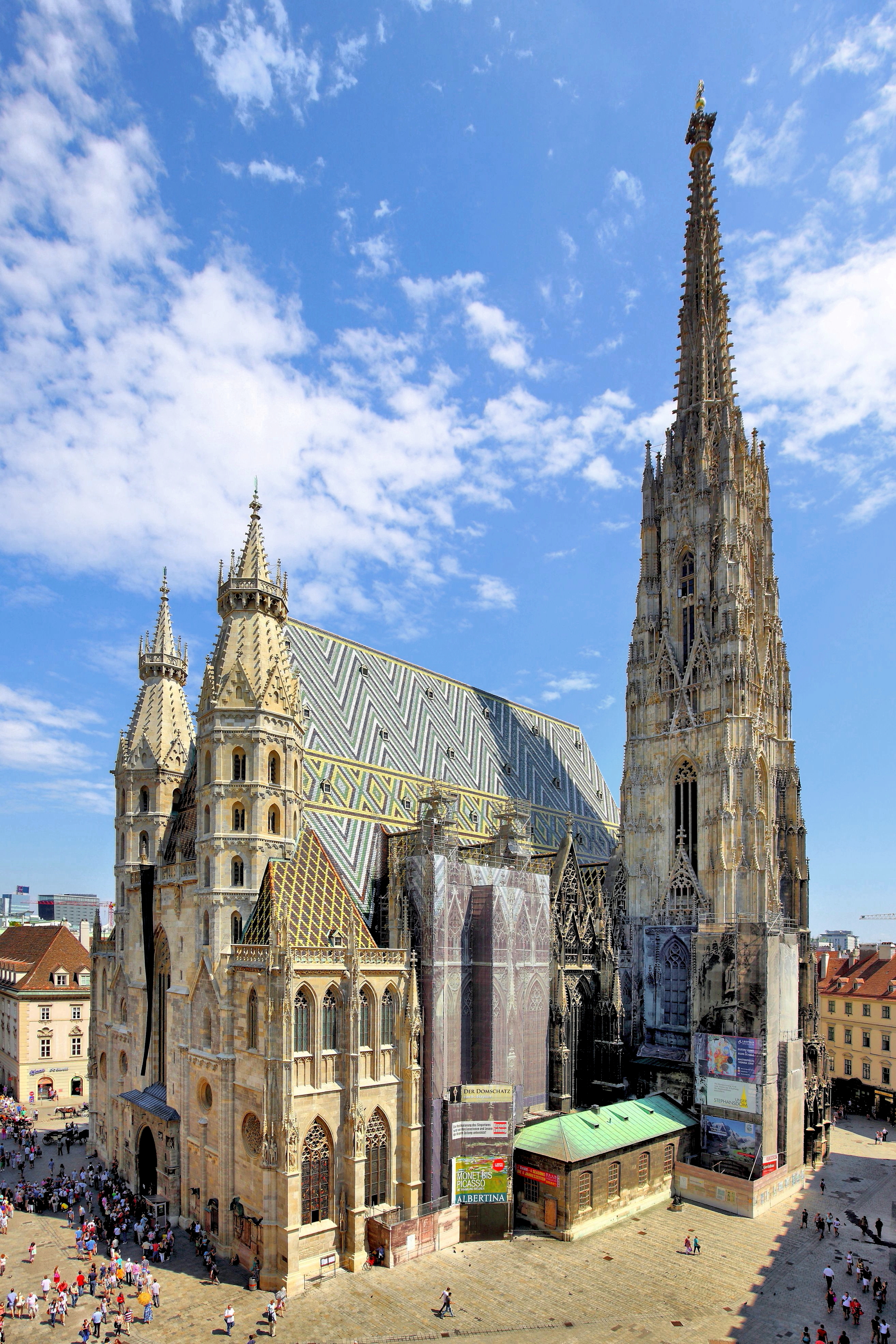
Catedral de Sant Esteve a Viena

### Hongria
A la segona meitat del segle xviii es va construir una torre de guaita d'incendis (Tűztorony, en hongarès) a la ciutat de Szécsény, de 4 plantes d'alçada, de planta quadrada. Actualment és un petit museu de bombers.
La torre Tűztorony, de 58 metres d'alçada, és símbol de la ciutat de Sopron. Construïda sobre les muralles romanes, la part cilíndrica és medieval, el balcó i la torre del rellotge són renaixentistes, i la cúpula és barroca. El 1676 la part superior cremà totalment i es construí el balcó. El 2011 va ser declarada monument històric d'Hongria.
La torre Tűztorony de Veszprém es va construir com a torre de defensa i després es va reconstruir com a torre de guaita d'incendis.

El 26 de juny de 1878 un incendi destruí 26 cases al poble de Lovasberény. Un mes després es creà el cos de bombers voluntaris, amb 43 membres. La torre Tűztorony no es va construir fins al 1907.

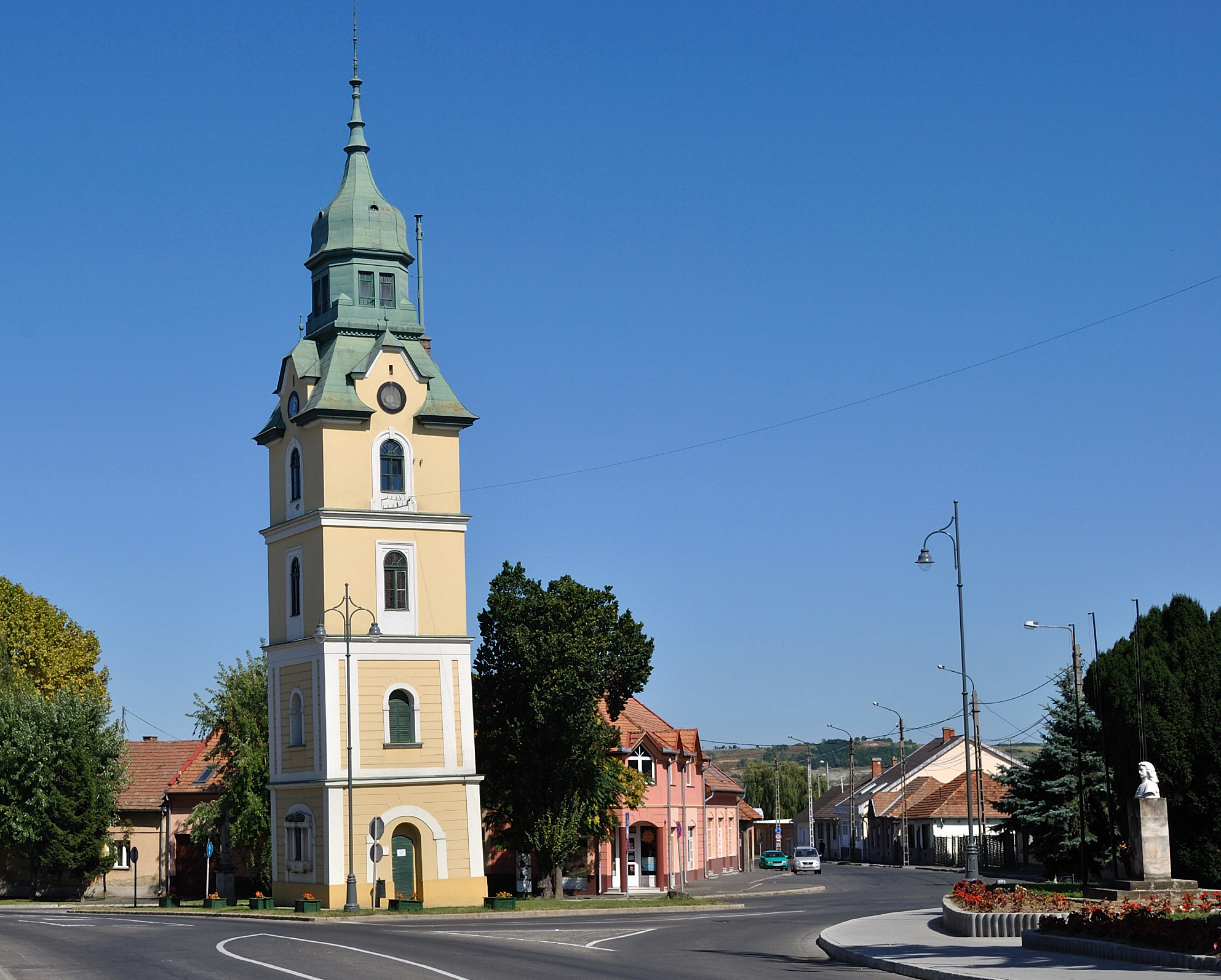
Szécsény
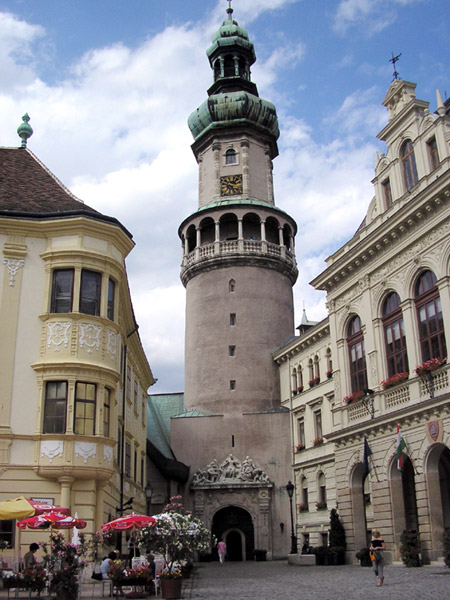
Sopron
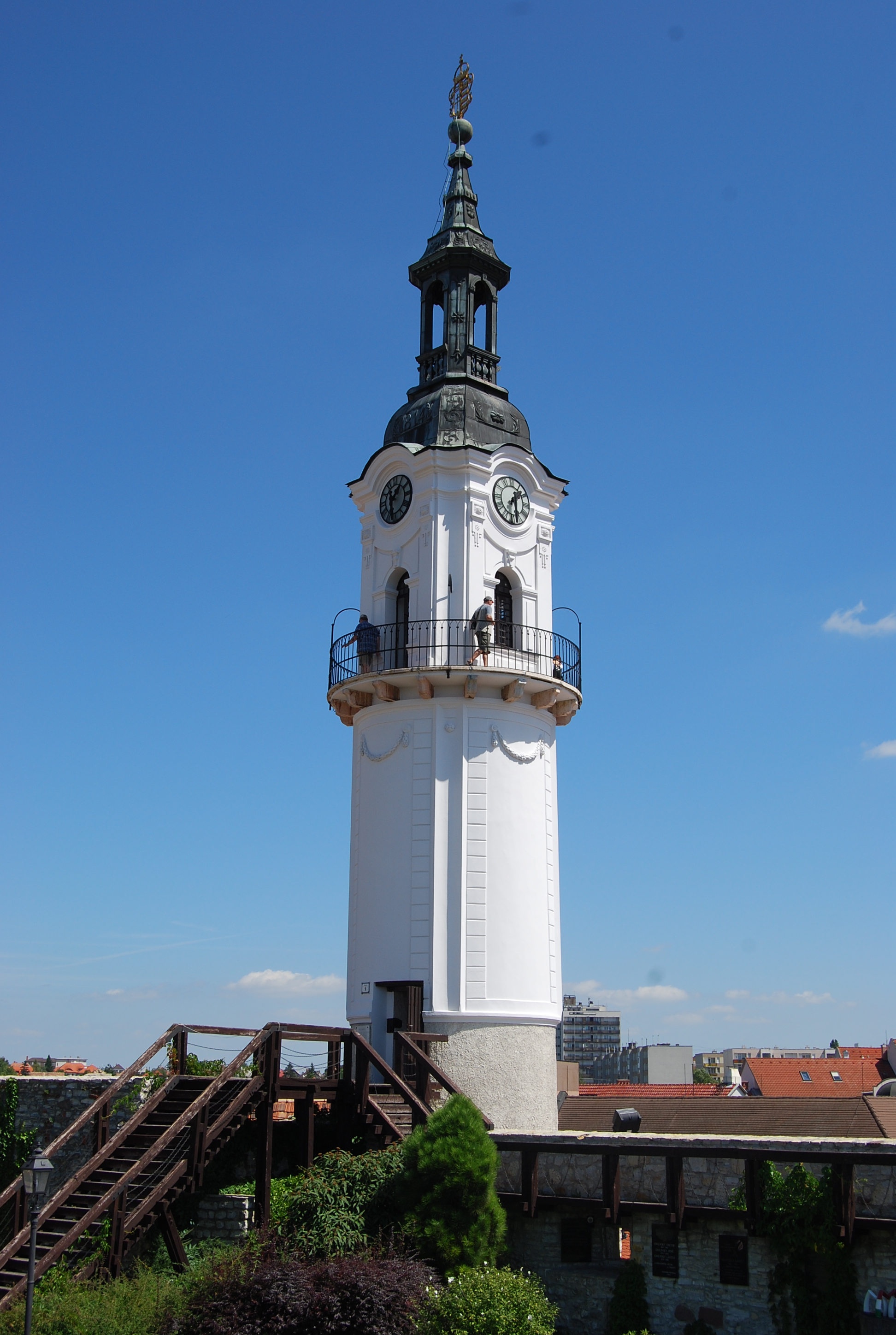
Veszprém
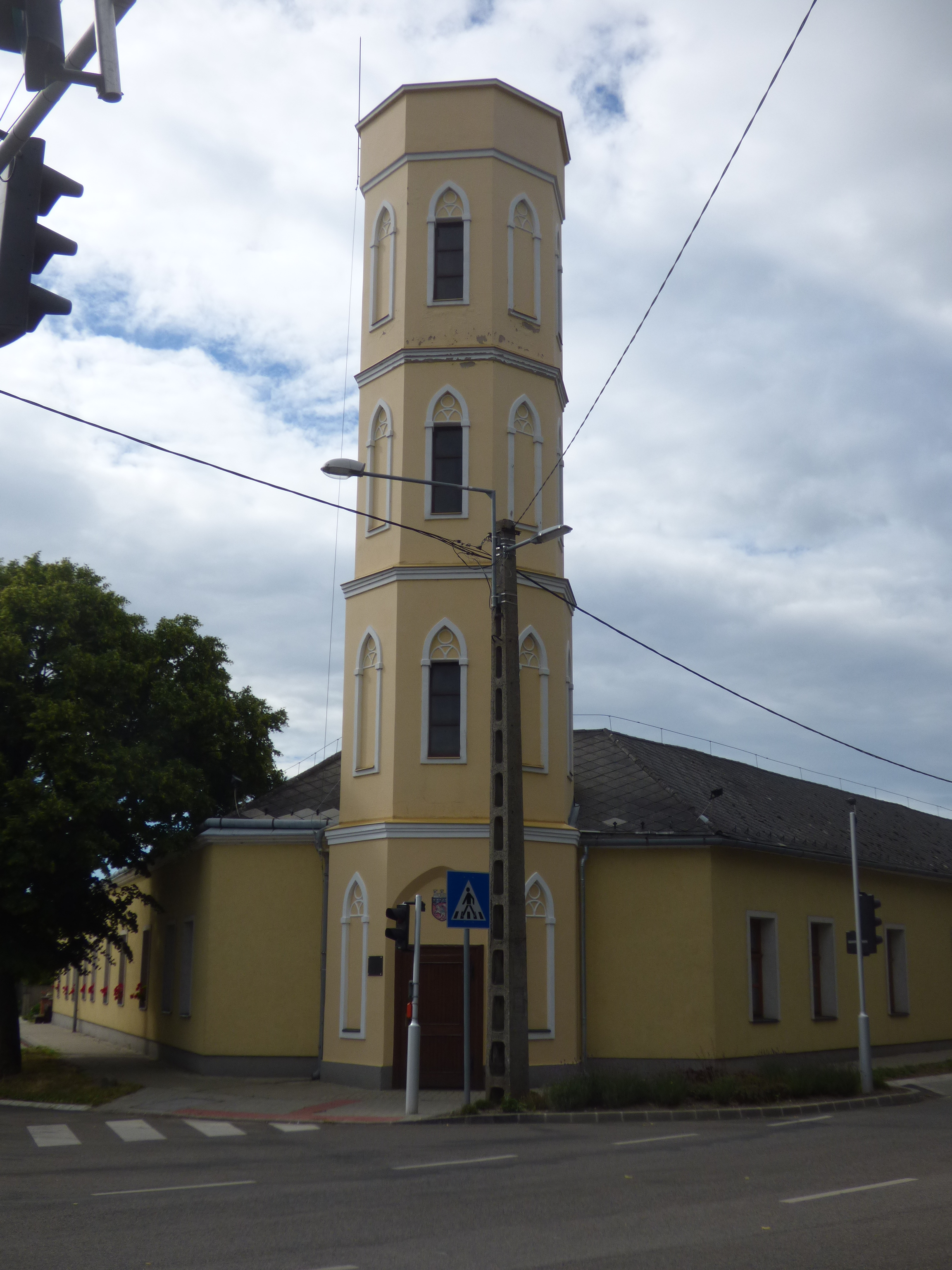
Lovasberény
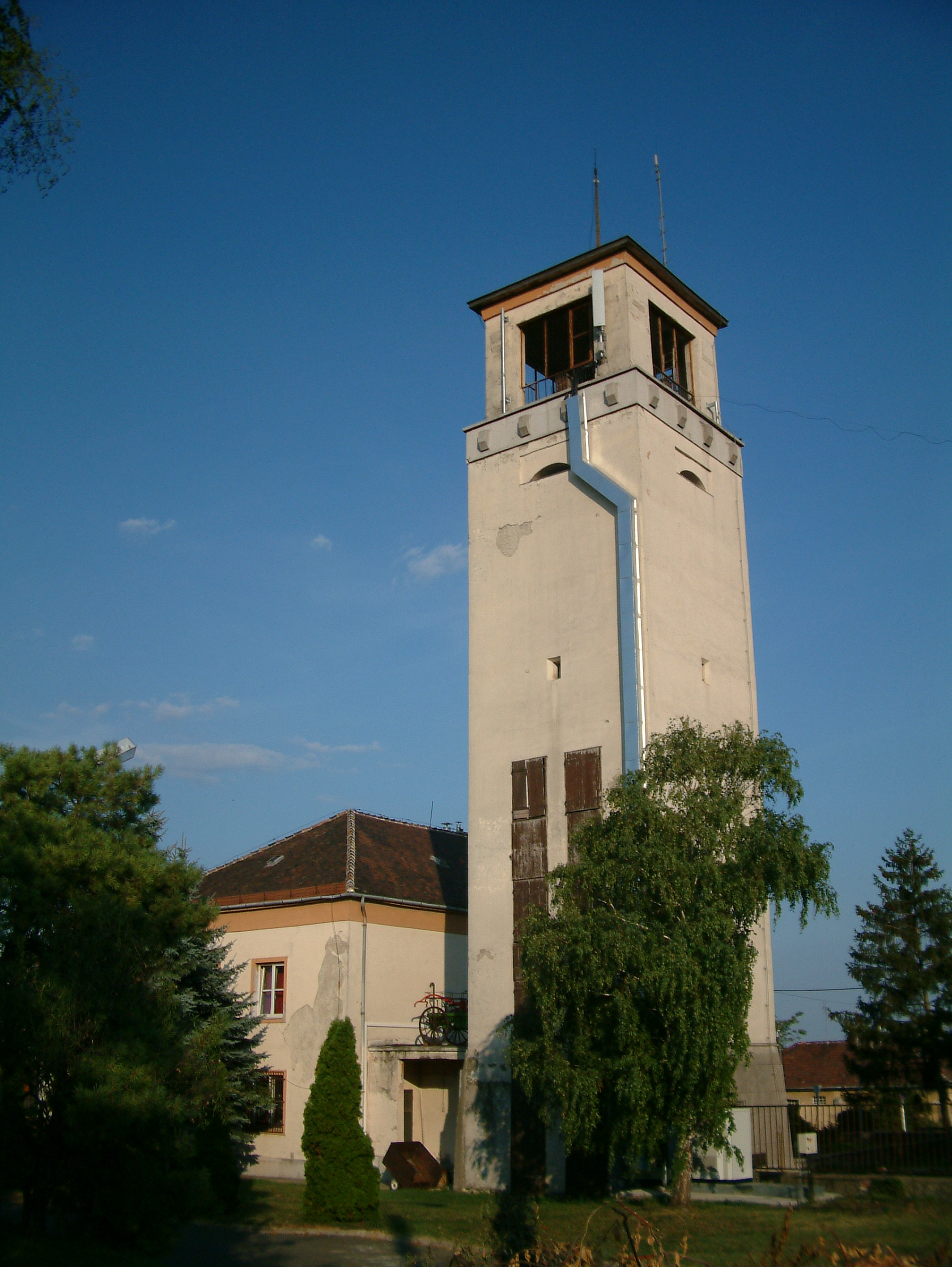
Budatétény, Budapest

### Rússia
A principis del segle xix es van construir a Rússia nombroses torres de guaita d'incendis, arran del decret d'Alexandre I el 1804, que obligava als habitants de les ciutats a nomenar bombers i establir brigades de bombers. En són alguns exemples: la 'Torre Sokolniki' a Moscou, construïda el 1884, i les torres de les ciutats de Kostromà, Gàlitx, Ríbinsk, Balakovo, Serdobsk, Úglitx, Iaroslavl, Trubchevsk, Uliànovsk, Volgograd, Samara, Ostashkov, etc.

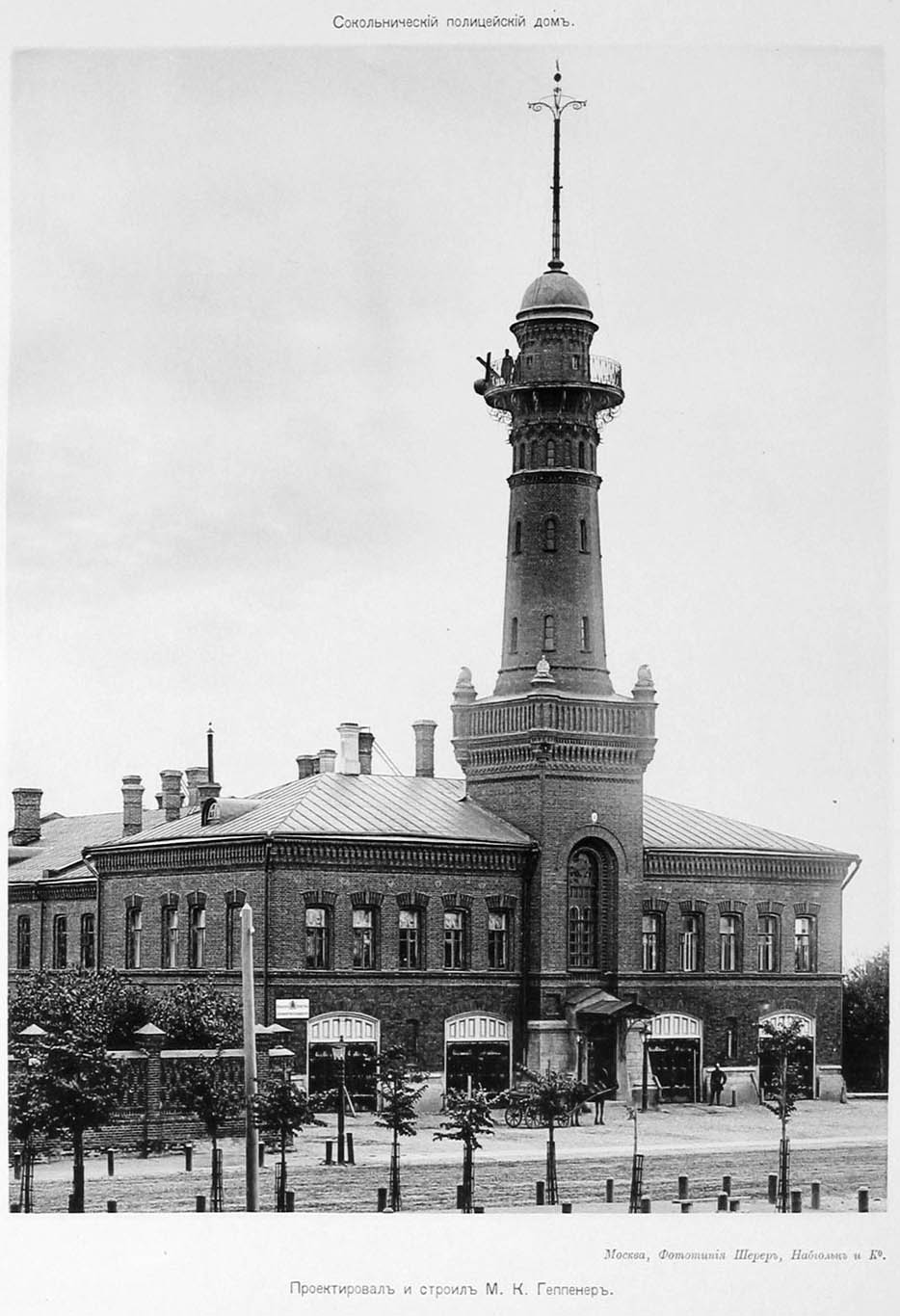
Torre Sokolniki a Moscou
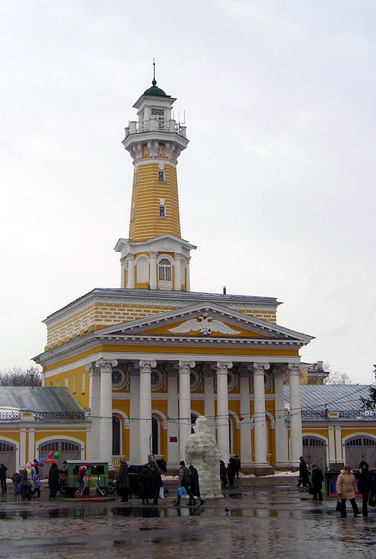
Kostromà
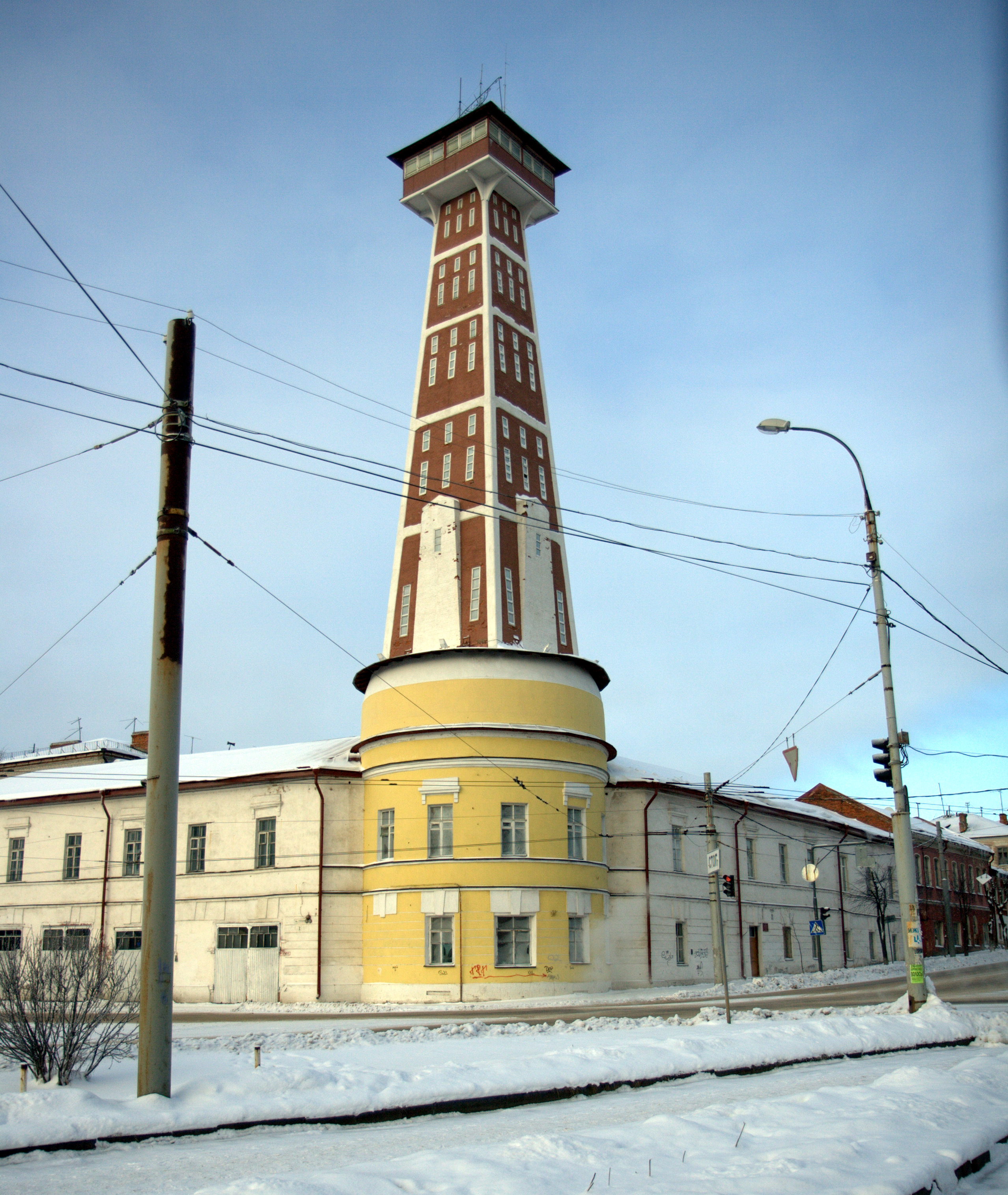
Ríbinsk
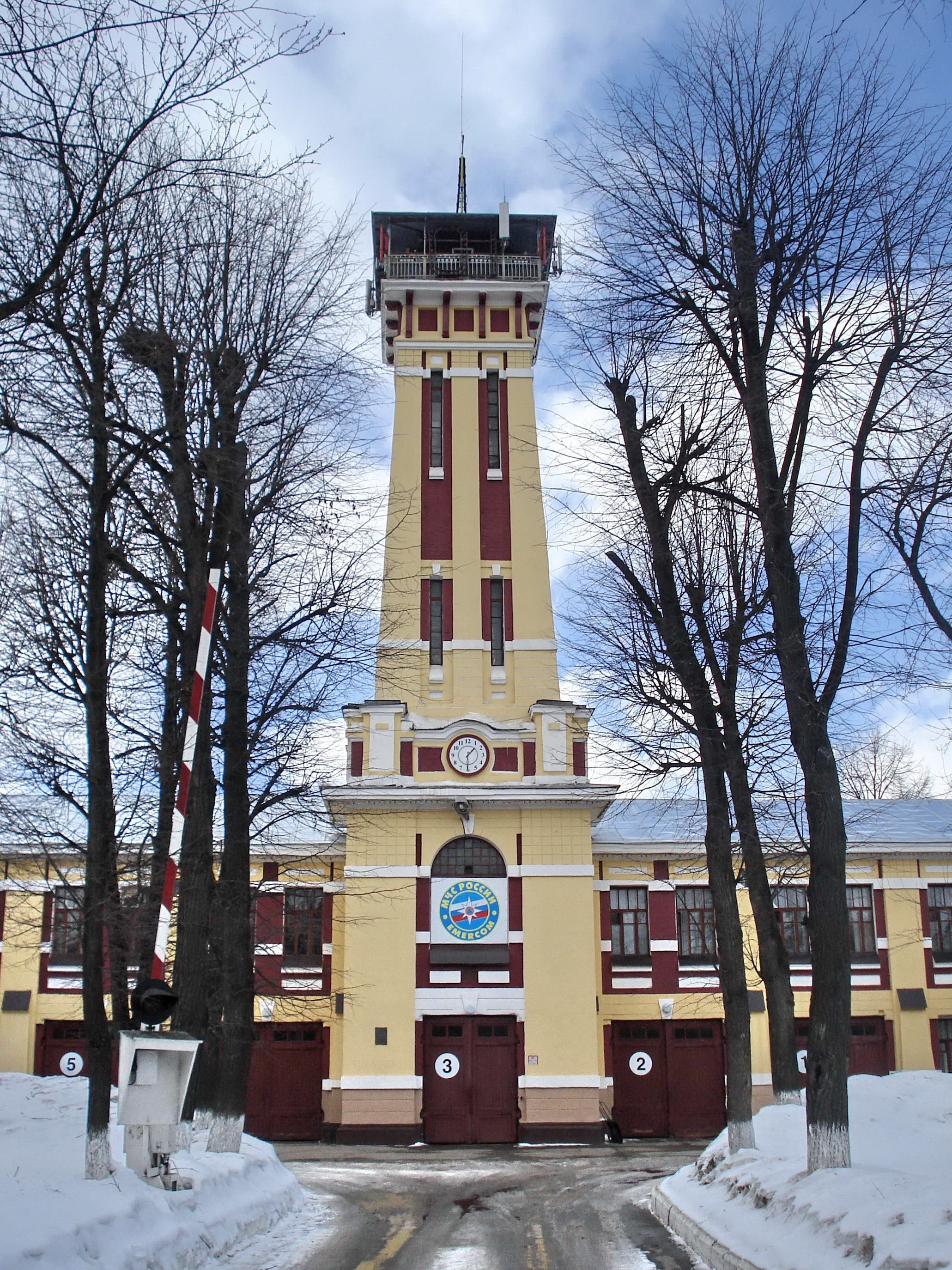
Iaroslavl
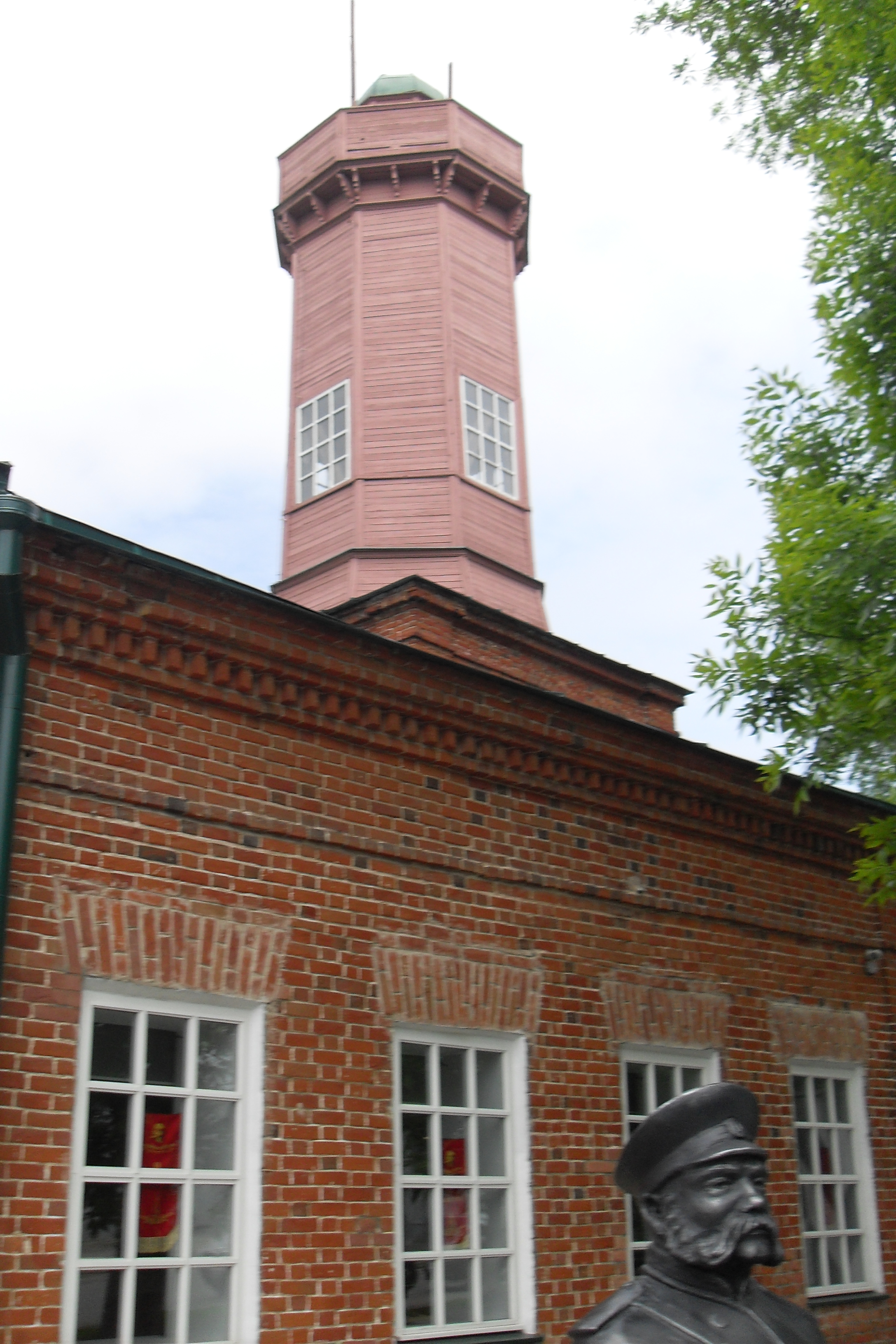
Uliànovsk
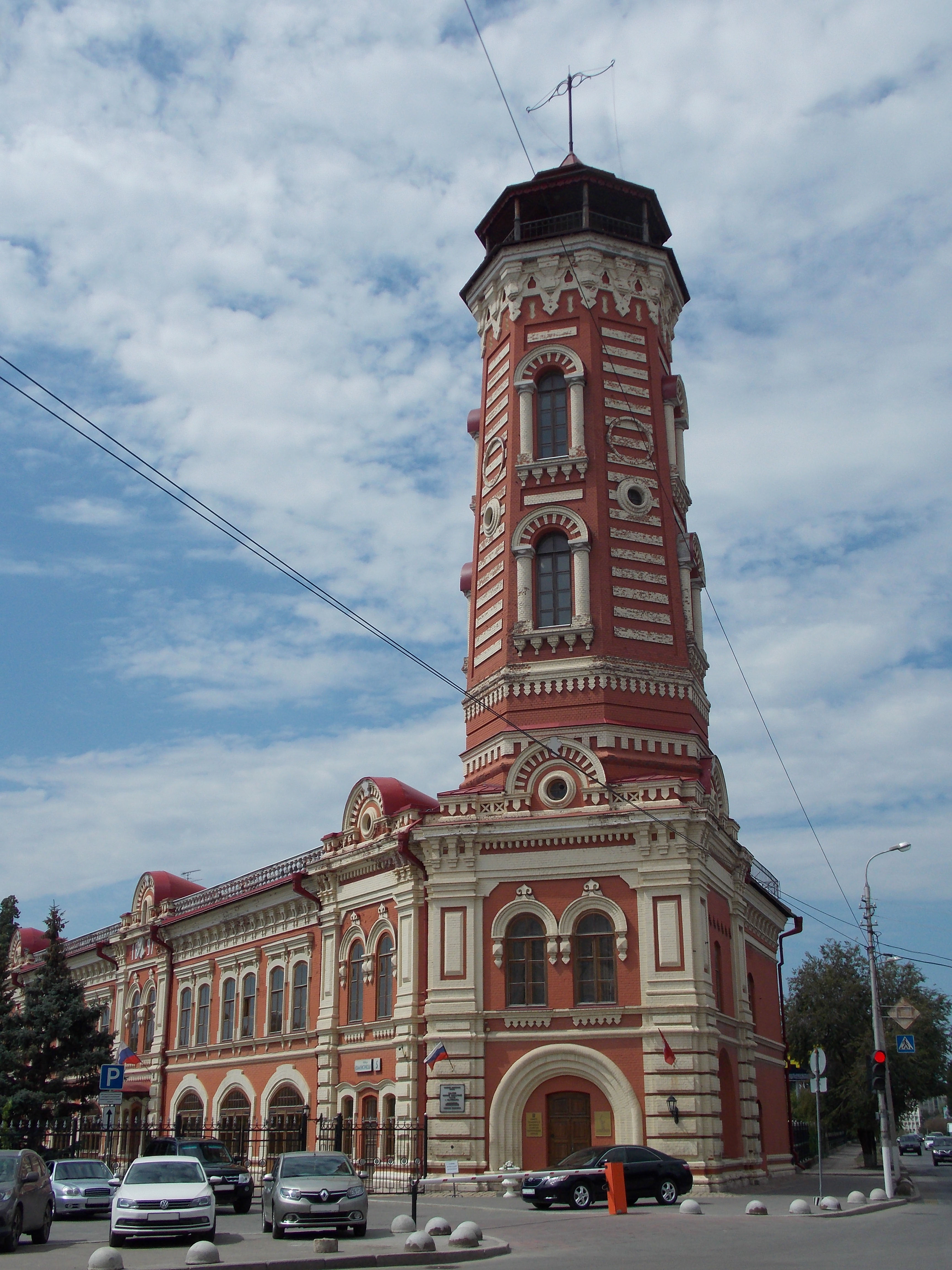
Volgograd
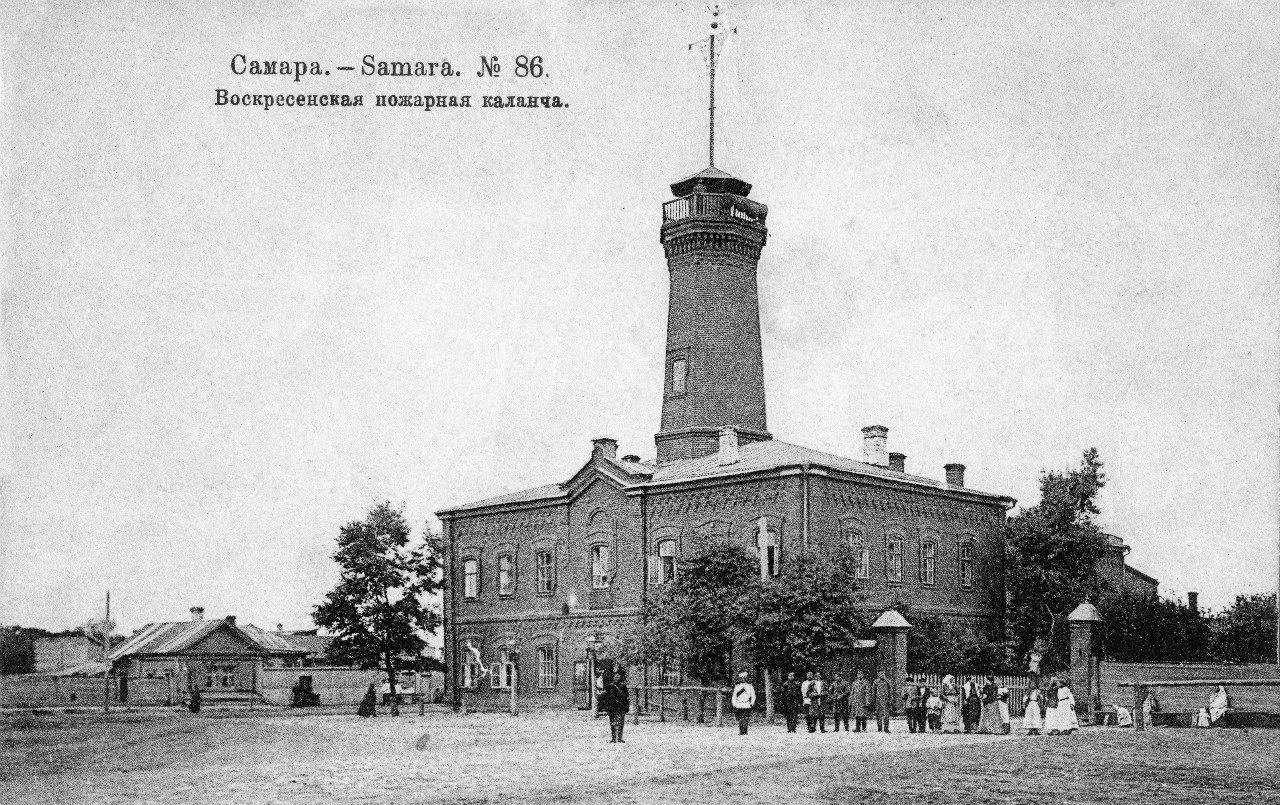
Samara
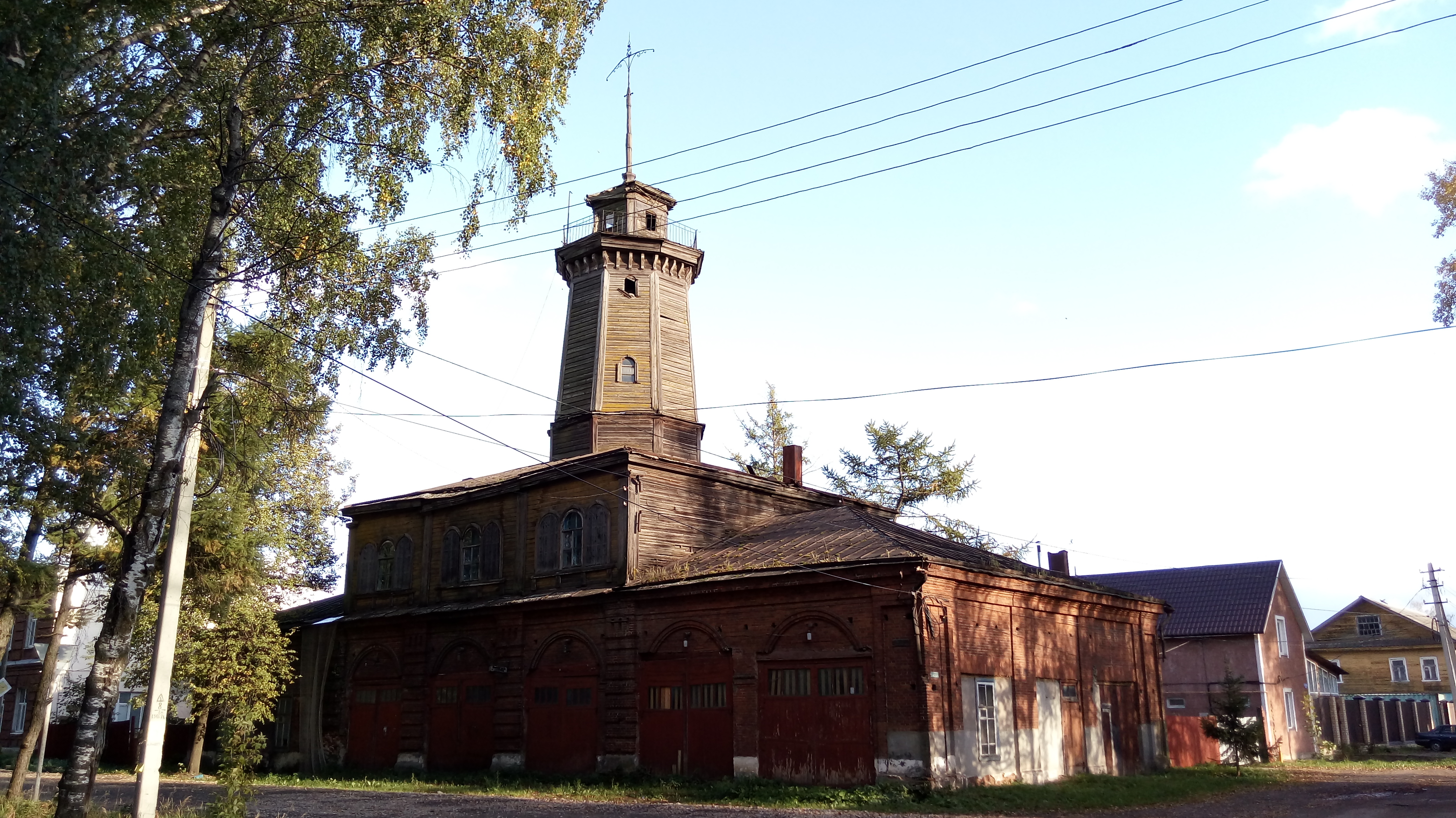
Ostashkov
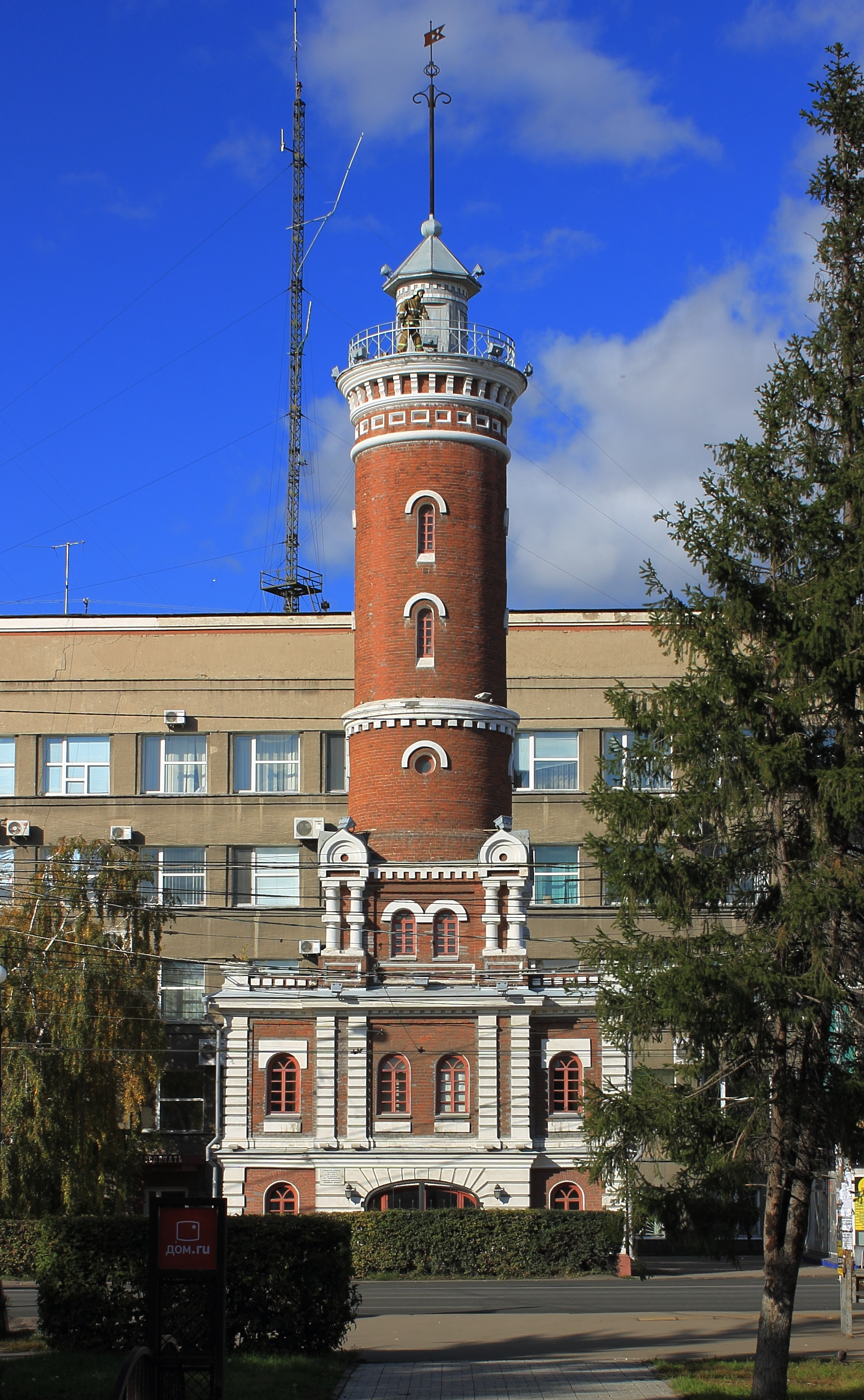
Omsk
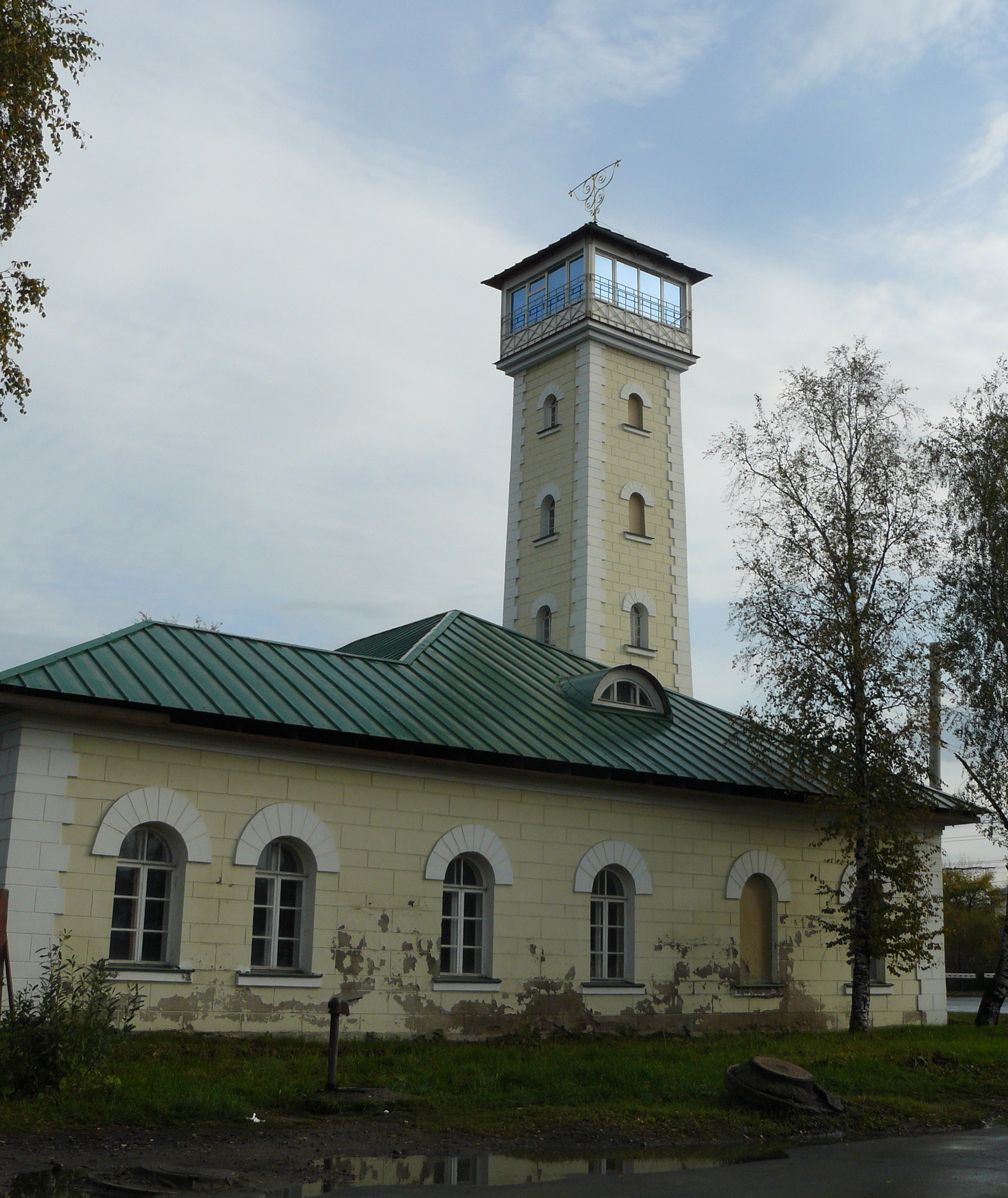
Vólogda

### Finlàndia
L'ordenança d'incendis de Hèlsinki de 1838 obligava a construir 2 torres de guaita d'incendis a la ciutat: una al cim del turó del Kaartinkaupunki i l'altre al cim de Vironmäki. Es van acabar de construir el 1839. En l'emplaçament de la primera d'elles es va construir el parc de bombers Erottaja, el més antic de la ciutat, que es va completar el 1891.

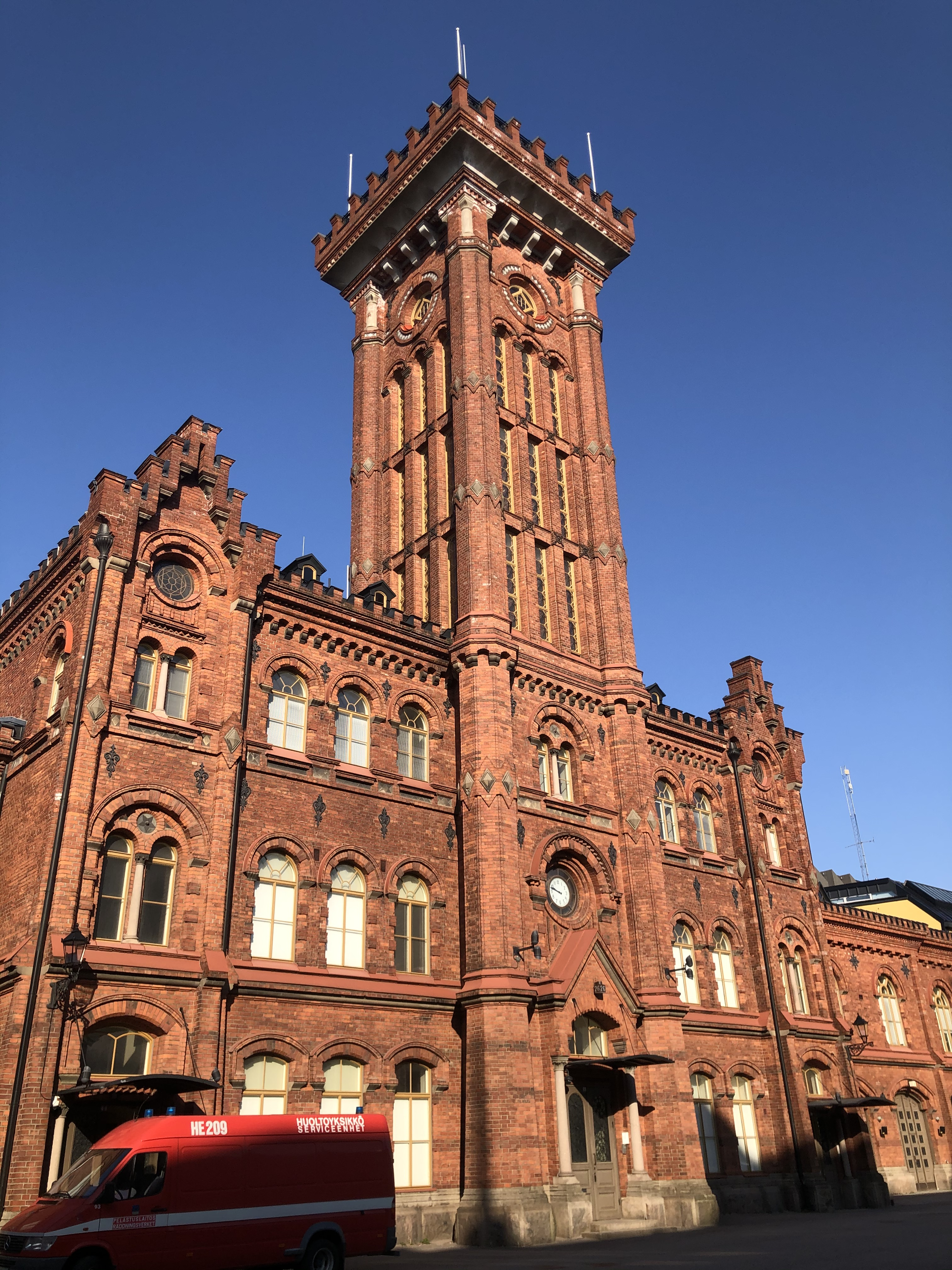
Erottaja, Hèlsinki
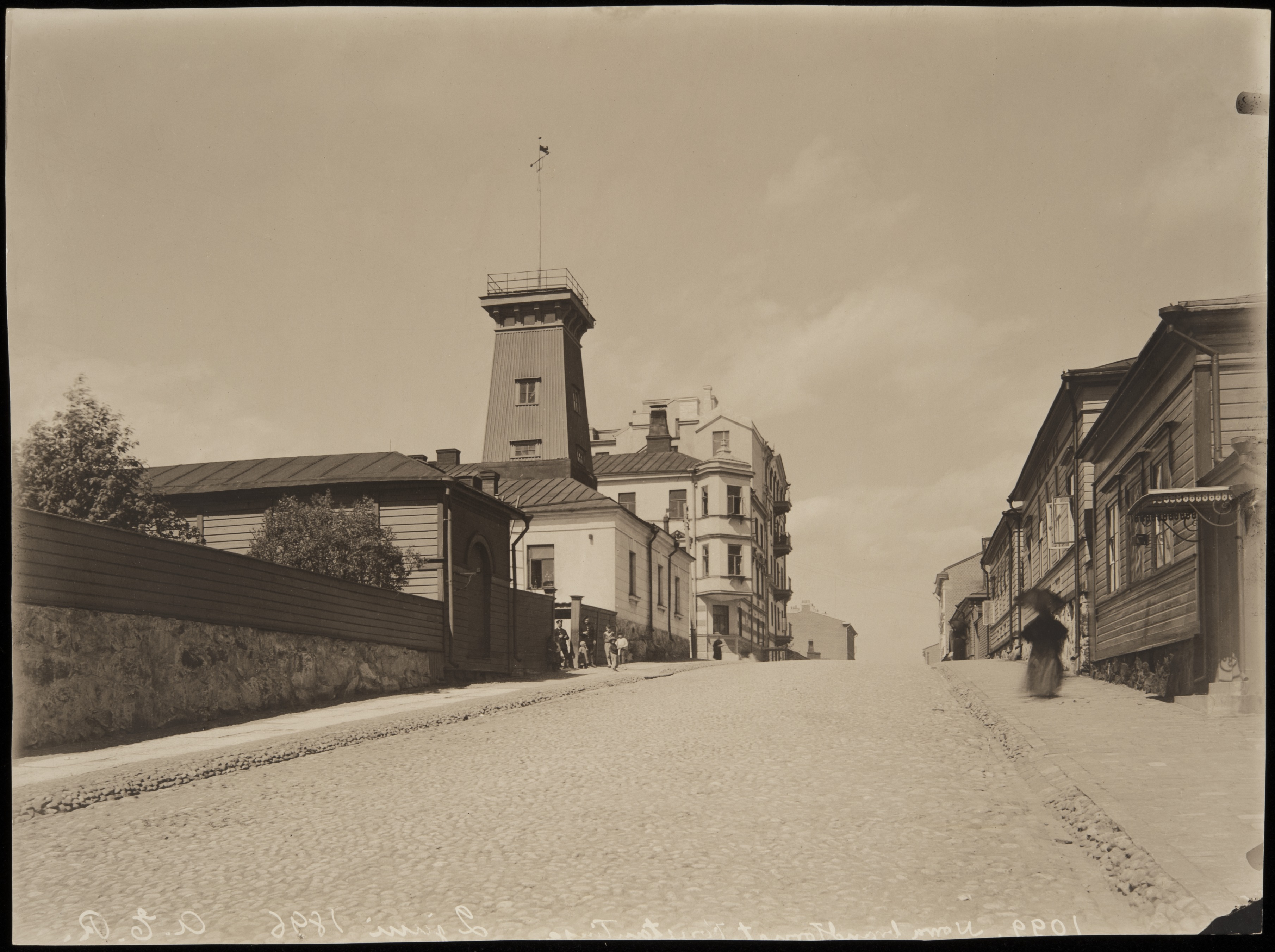
Vironmäki, Hèlsinki

### Alemanya
La 'Torre del foc' a Bad Kissingen, Alemanya, es va construir al segle XV com a torre de defensa dins de les muralles de la ciutat, i a partir del 1850 s'utilitzà com a torre de guaita d'incendis. El 1854 es va ampliar, afegint un pis més i la coberta cònica.

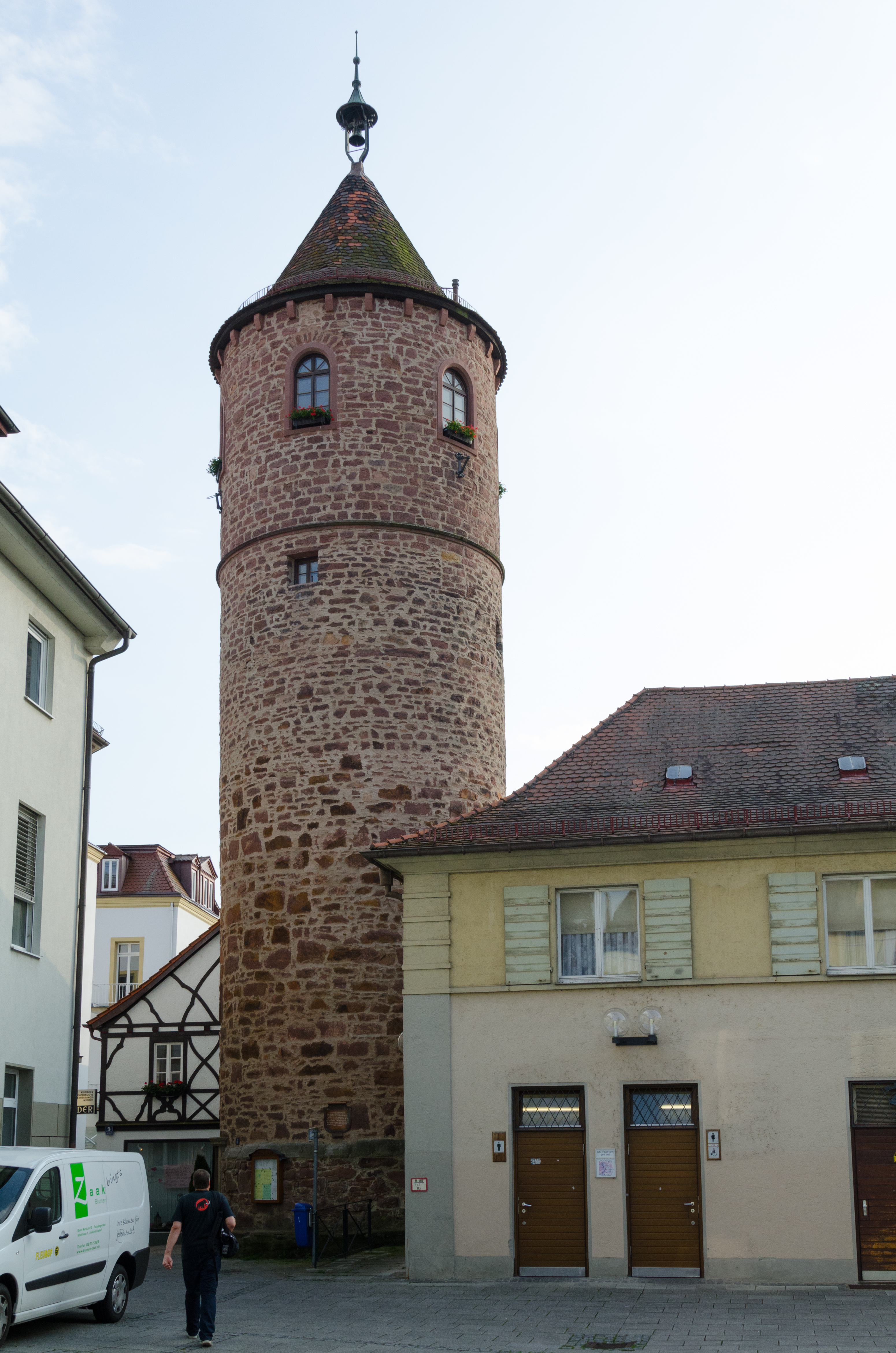
Bad Kissingen

### Romania
La Torre del Foc (Foișorul de Foc en romanès), a Bucarest, Romania, de 42 m d'alçada, es va construir el 1890 com a torre de guaita d'incendis, després que dos anys abans es demolís l'anterior torre de guaita, Turnul Colței, construïda el 1715. S'hi va instal·lar un parc de bombers, des del 1892 fins al 1935. El 1910 ja havia deixat de funcionar com a torre de guaita, per la introducció dels telèfons. El 1936 es convertí en el museu Foișorul de Foc - Museu dels Bombers de Romania.

La 'Torre dels Bombers' a Satu Mare, Romania és una torre de 47 m d'alçada, construïda el 1904 per recomanació del bisbe Gyula Meszlényi. L'arquitecte de la torre va ser Ferencz Dittler i el constructor Lajos Vajnay. La torre va ser utilitzada, per la seva alçada, com a punt de vigilància d'incendis dels bombers. Monument històric, avui és un símbol de la ciutat vella. L'any 2005 va ser restaurada i es va poder visitar amb motiu del Dia dels Bombers del 13 de setembre.

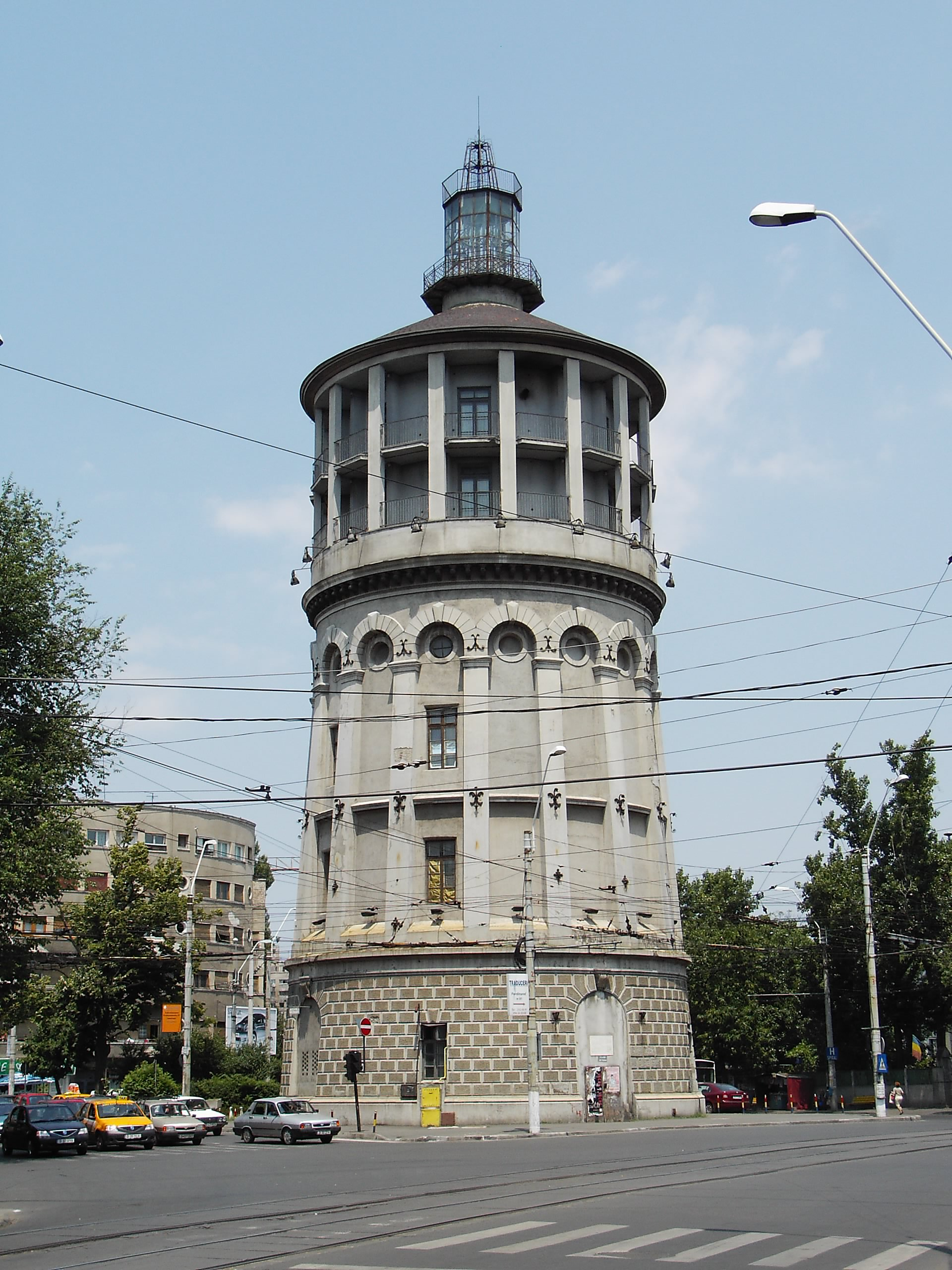
Foișorul de Foc, Bucarest
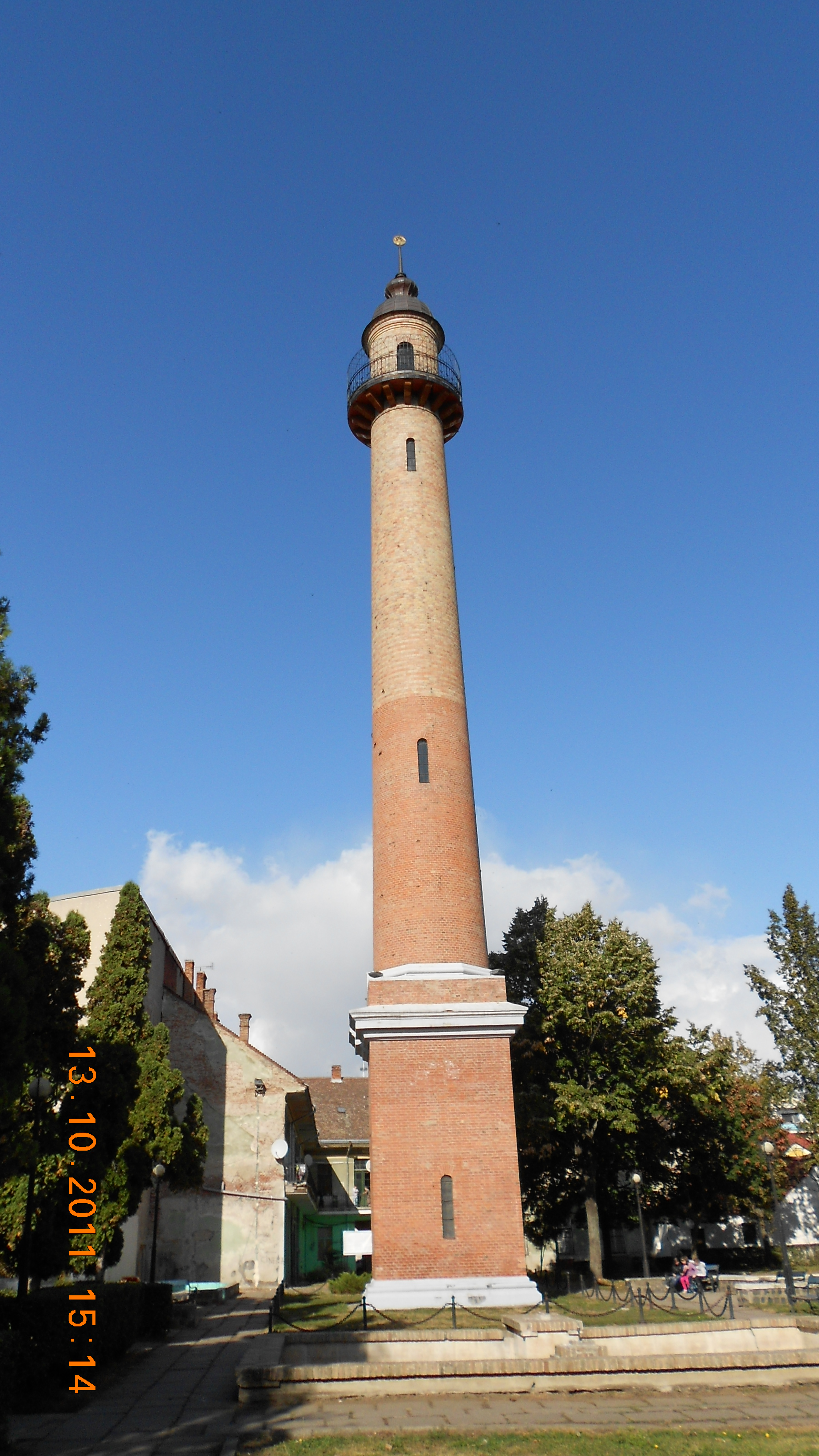
Torre dels Bombers, Satu Mare

### Japó
Durant el període Edo i després al període Shōwa, al Japó van proliferar les torres de guaita d'incendis (火の見櫓, Hinomi-yagura en japonès) a les ciutats, construïdes prop dels parcs de bombers. Consistien en una torre, generalment metàl·lica, amb una plataforma a la part alta, i una campana per avisar els bombers. La construcció era local, per aquest motiu són totes diferents, amb lleugeres variacions, probablement intencionadament. Actualment, encara en queden moltes dretes, que es fan servir per a col·locar-hi altaveus o per a penjar-hi mànegues d'incendi.

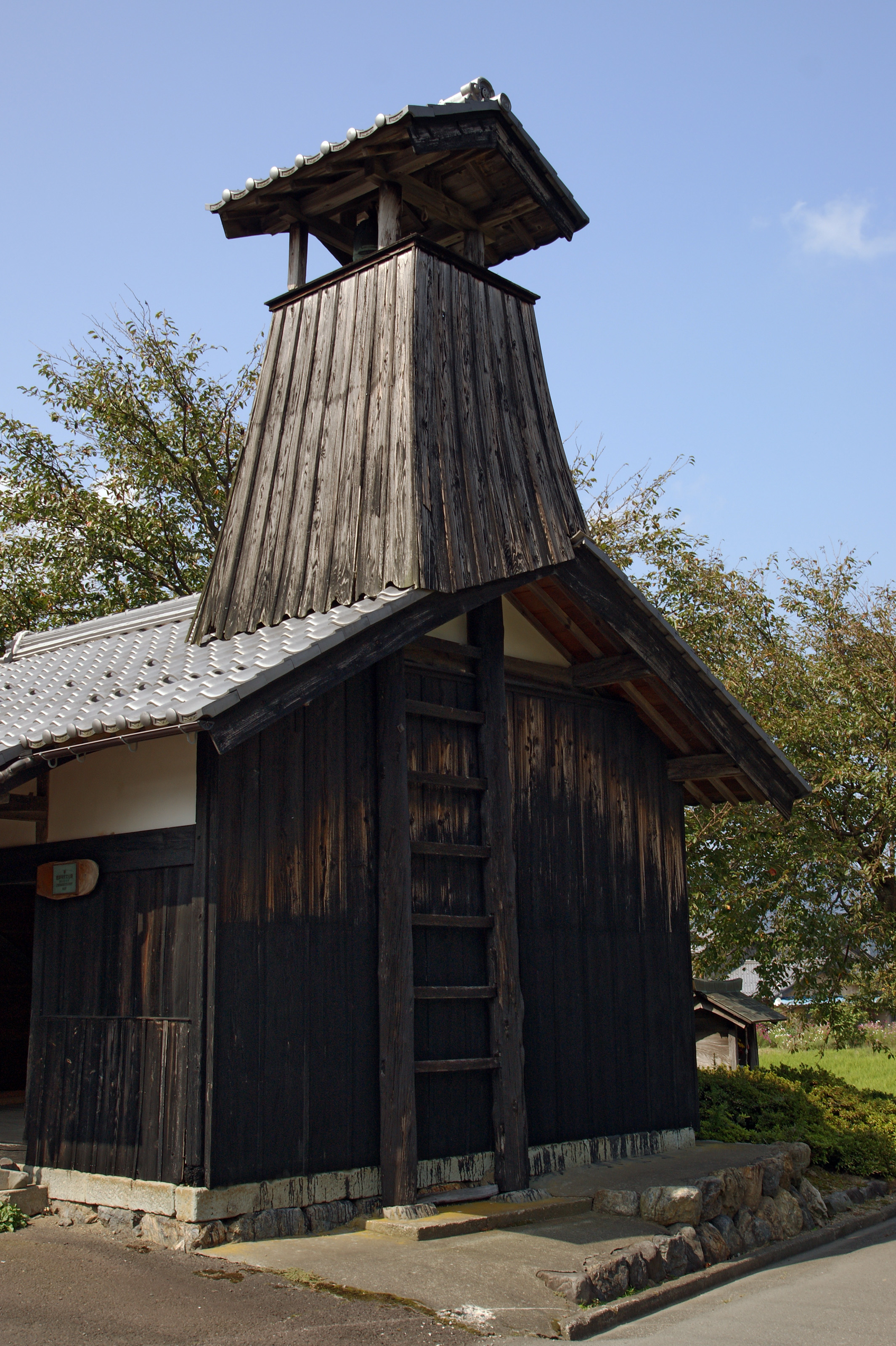
Miyake, Wakasa
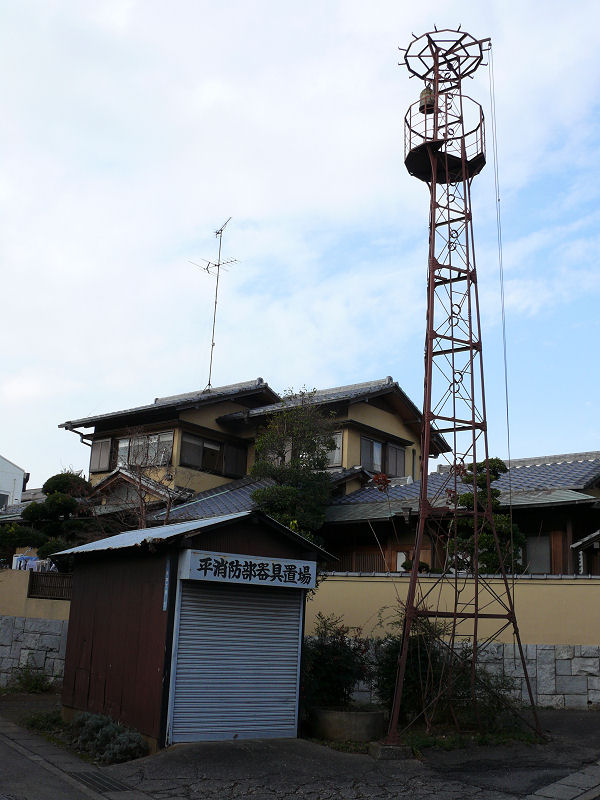
Taira, Kawasaki
Kobe
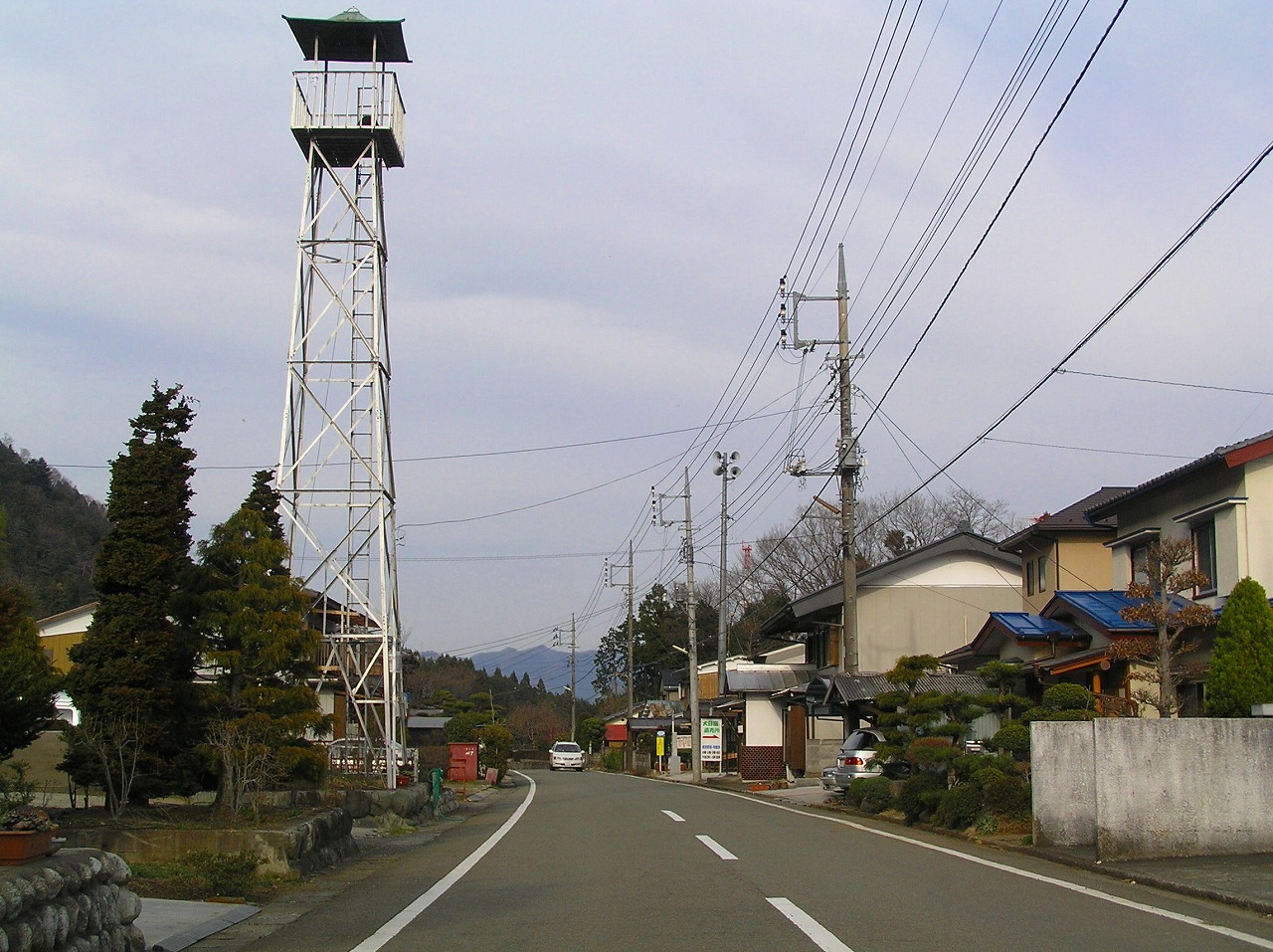
Kyu Koshu Kaido, Yamanashi
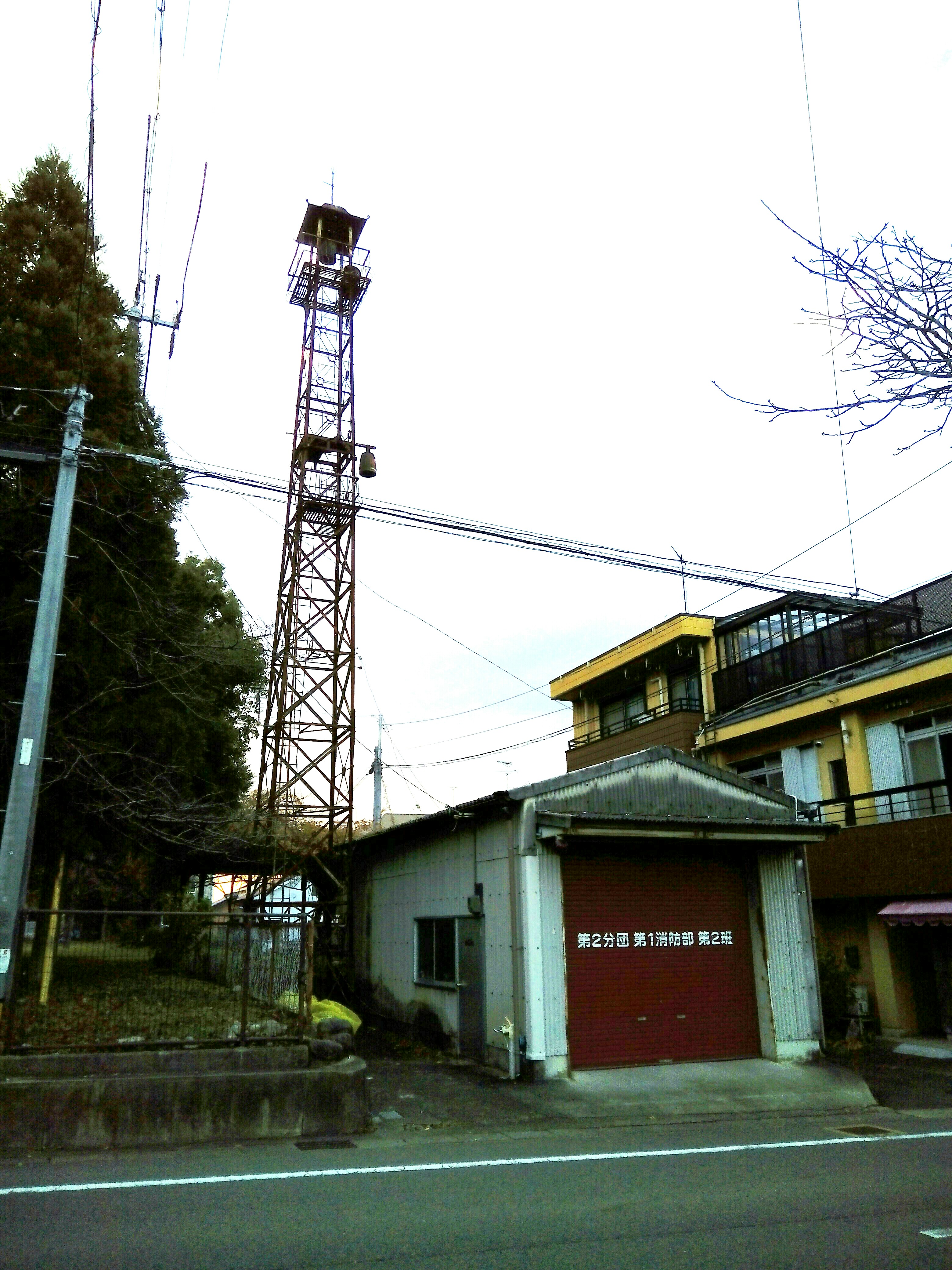
Torre al costat del parc de bombers

### Lituània
Al segle xix l'alcalde d'Ukmergè, Lituània, va fer construir una torre de guaita de 19 metres d'alçada, amb una campana dalt de tot, on els bombers vigilaven dia i nit, i cada mitja hora feien sonar la campana. Des del 2019 es pot visitar la torre.

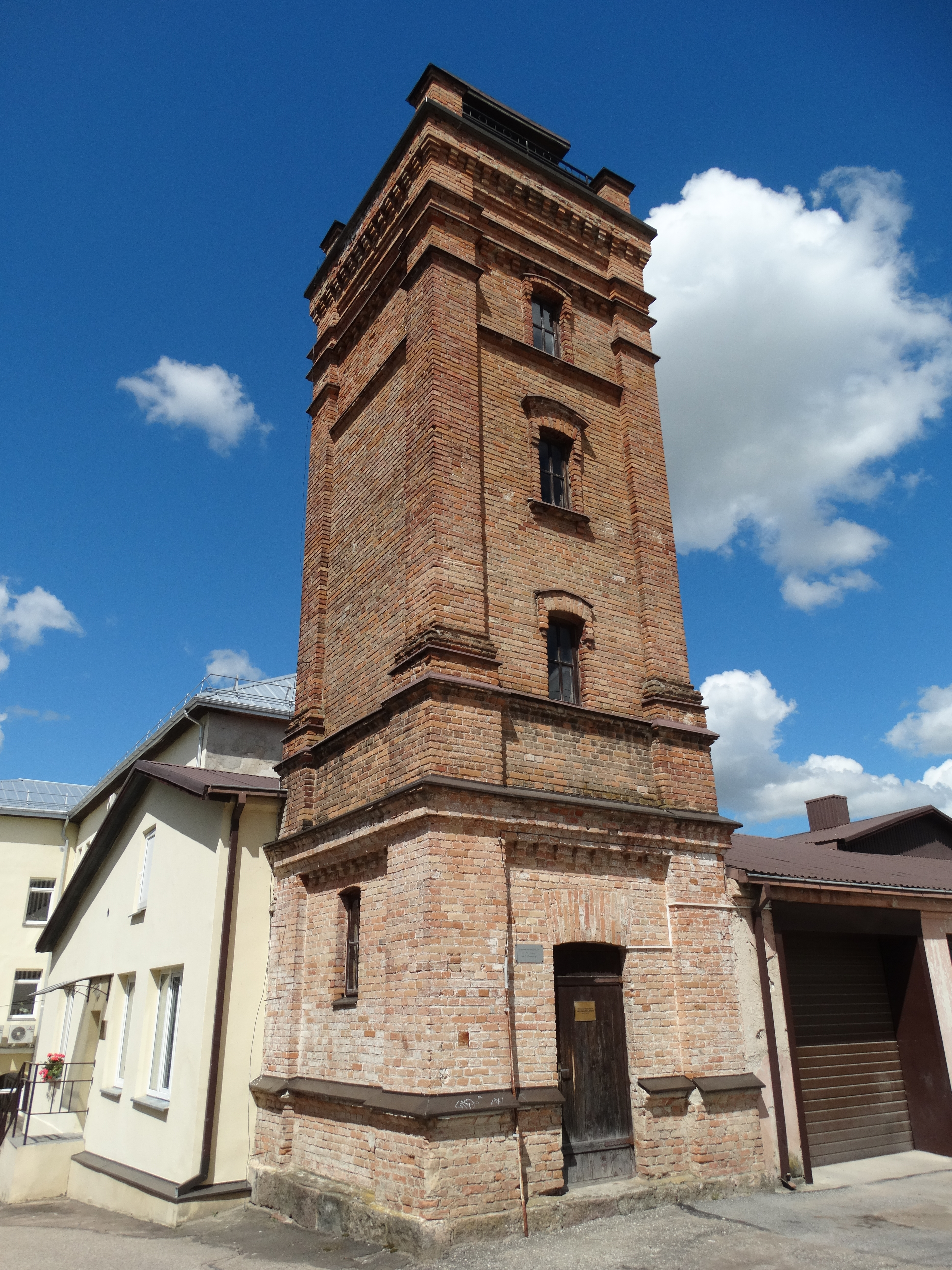
Ukmergė

### Estats Units d'Amèrica
El 1856 es va construir la torre de guaita d'incendis a Harlem, Nova York. Cap el 1870 ja n'hi havia 11 torres a la ciutat. Tenien una campana que feien sonar quan es divisava un incendi per avisar els bombers. El 1880 van deixar de ser utilitzades i es van enderrocar totes, excepte la de Harlem. La torre va ser construïda per Julius B. Kroehl al cim del turó Snake, al Mount Morris Park. Està construïda de ferro colat, i té 14 m d'alçada. El 2019 va ser restaurada i oberta al públic.

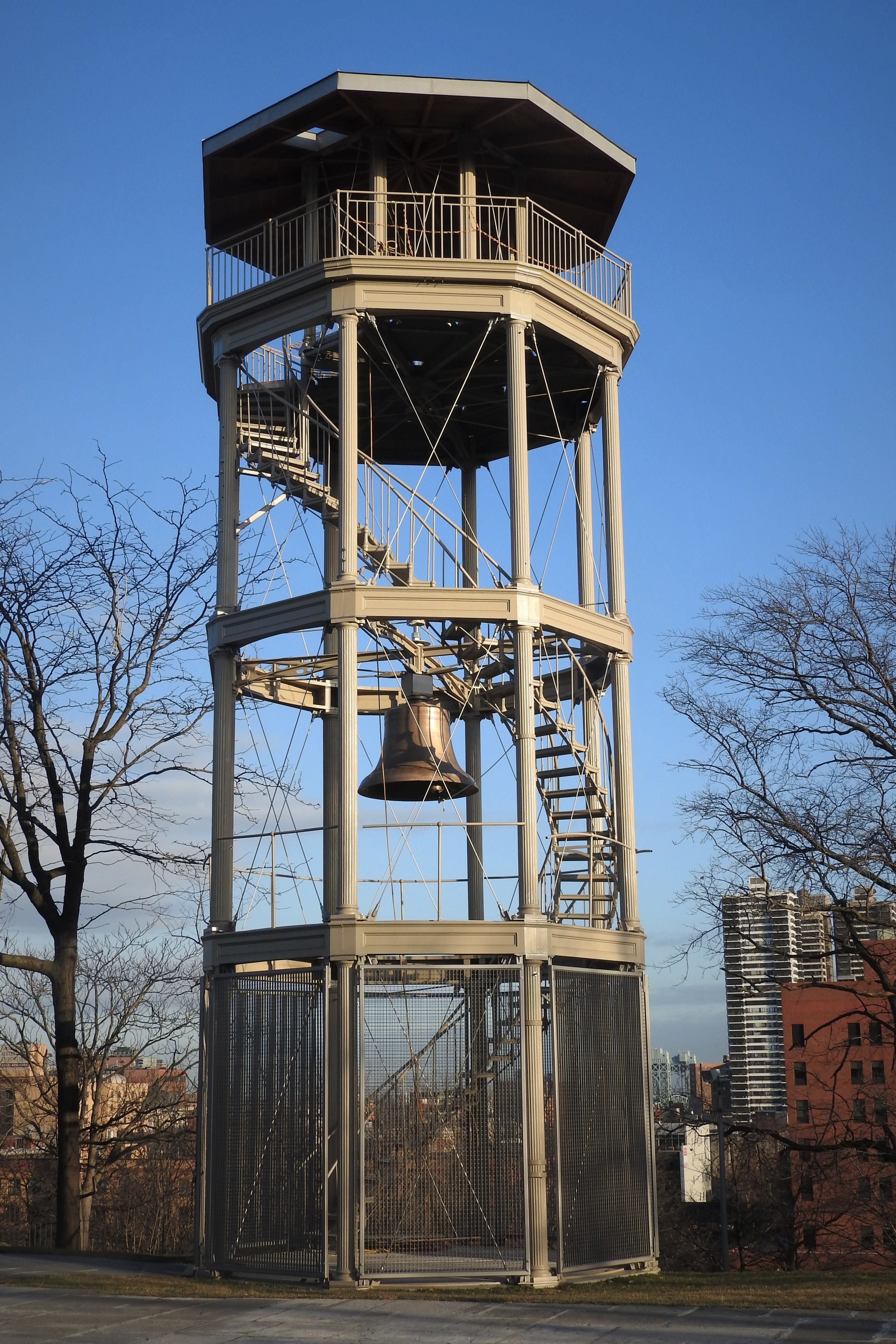
Harlem, Nova York

### Ucraïna
A finals del segle xix i principis del XX es construïren a Ucraïna torres de guaita d'incendis al costat dels parcs de bombers. La de Jitómir, construïda el 1895, actualment és un museu de bombers. La d'Alexandria, que actualment és el símbol de la ciutat, es va construir el 1902. La de Vinnitsia, construïda el 1912, era una torre d'aigua que s'utilitzava també com a torre de guaita d'incendis. La de Balta, de 25 m d'alçada, es va construir el 1925, de formigó armat. En cas d'incendi, el guaita donava l'alarma amb una campana i penjava globus al travesser del pal de la bandera, el número dels quals corresponia al número del barri.

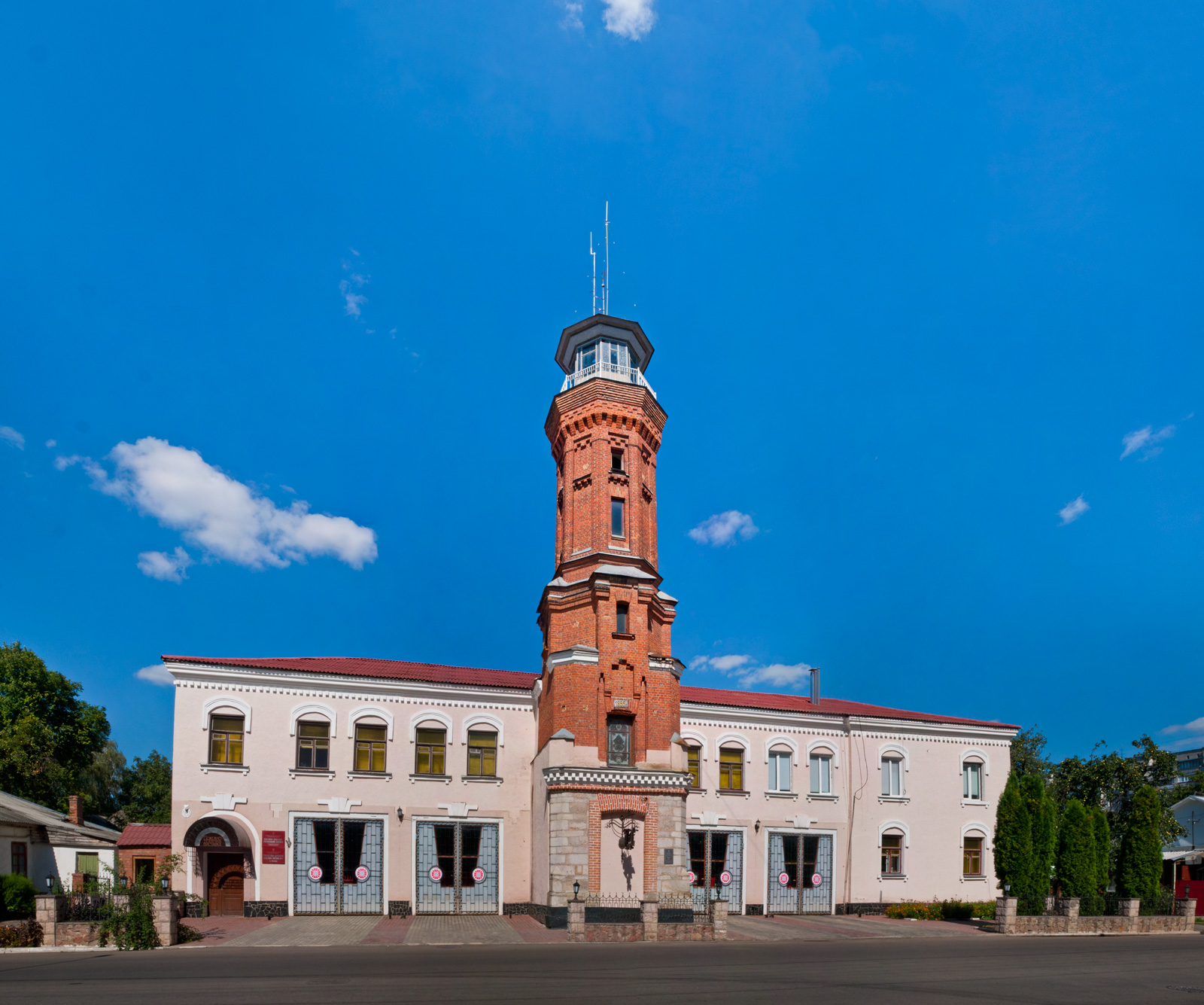
Jitómir
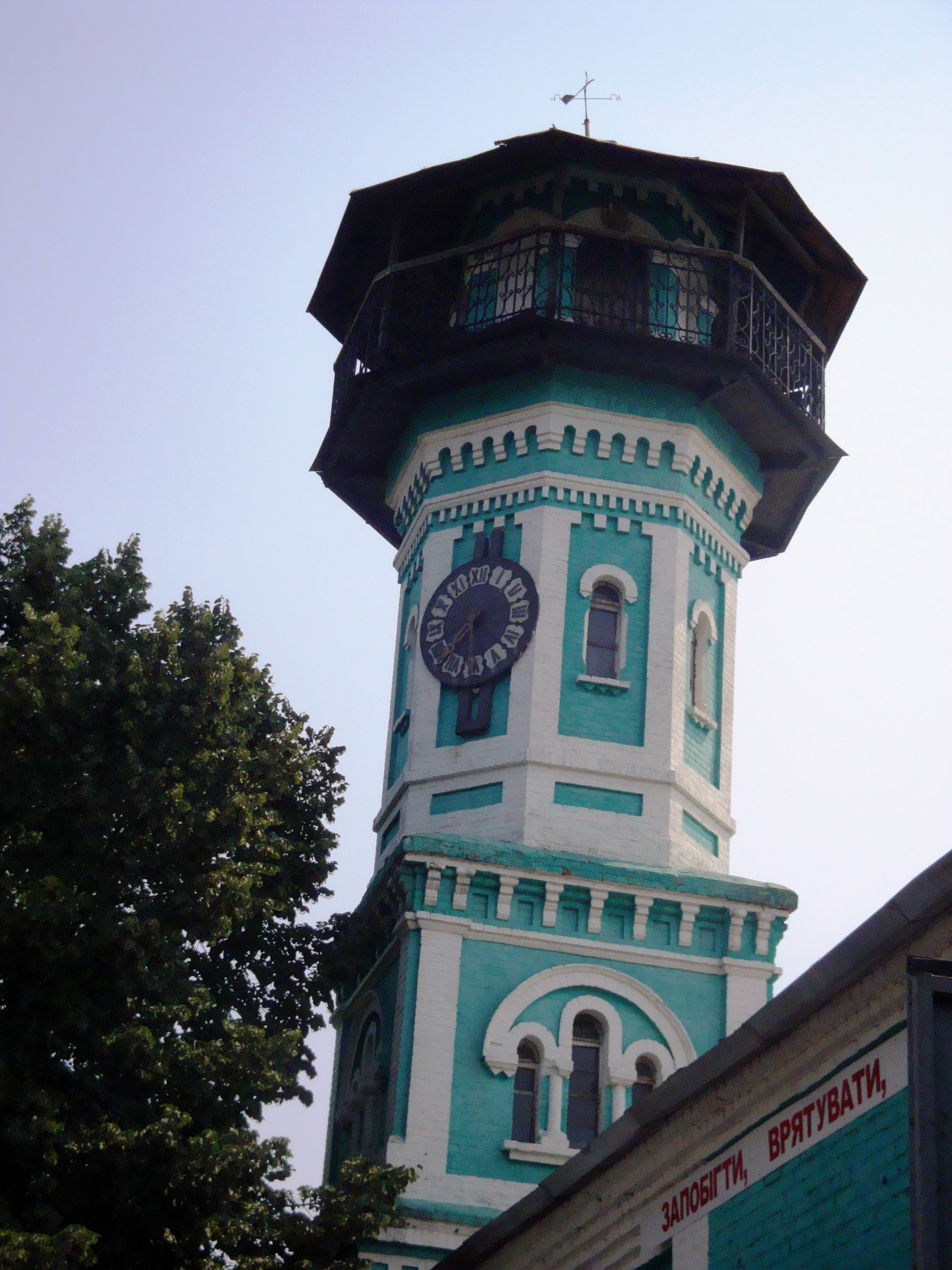
Alexandria
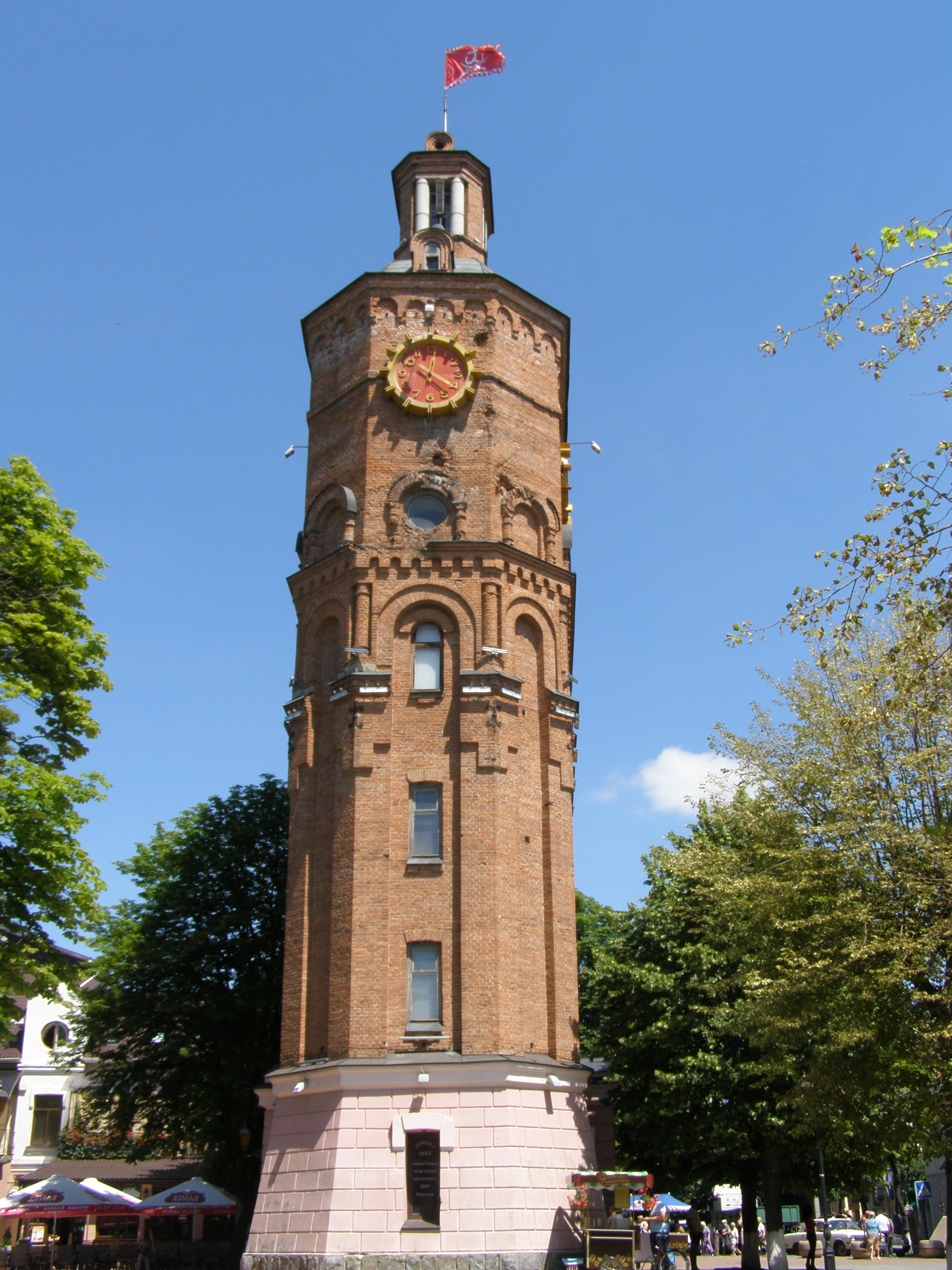
Vinnitsa
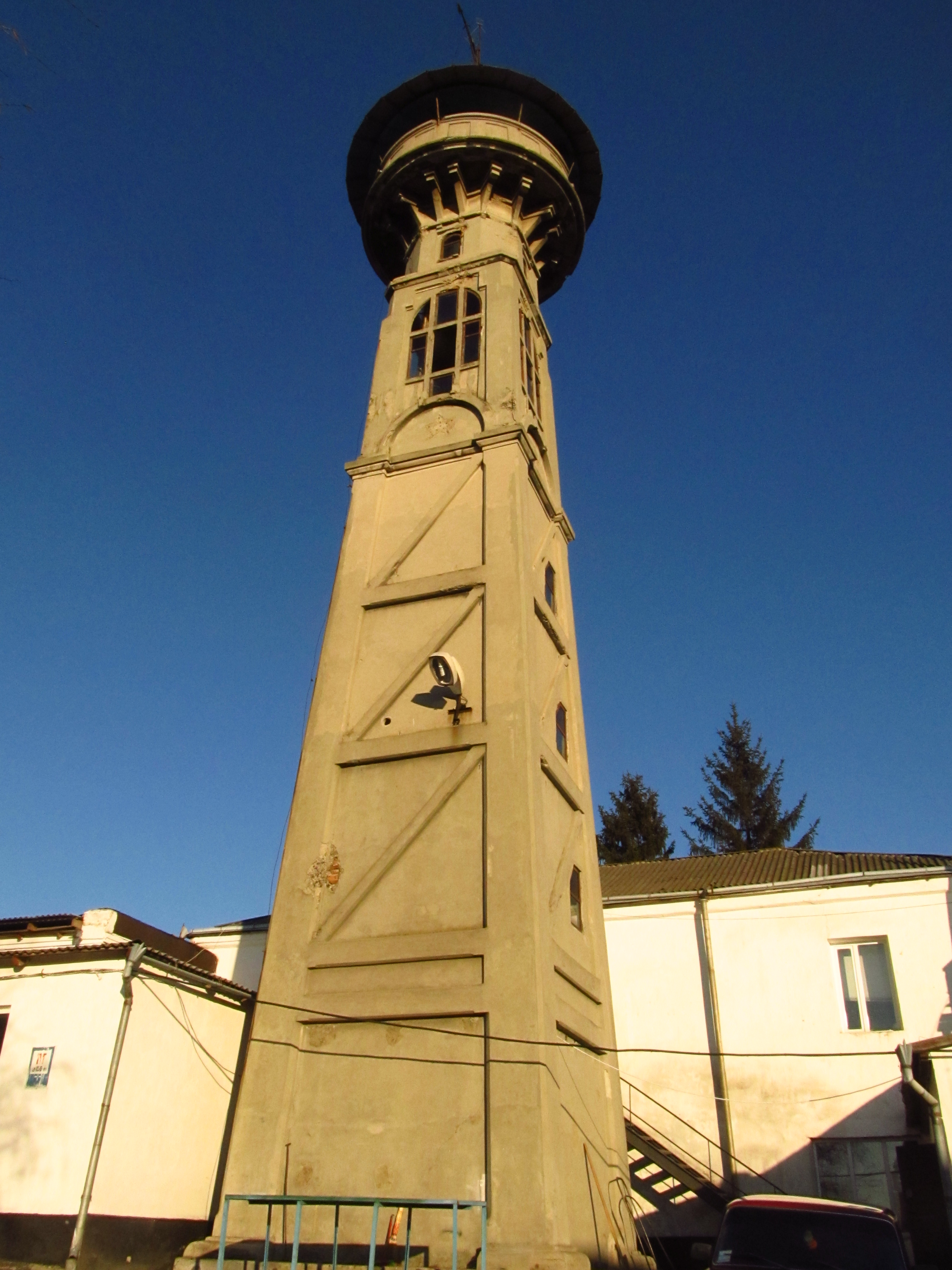
Balta
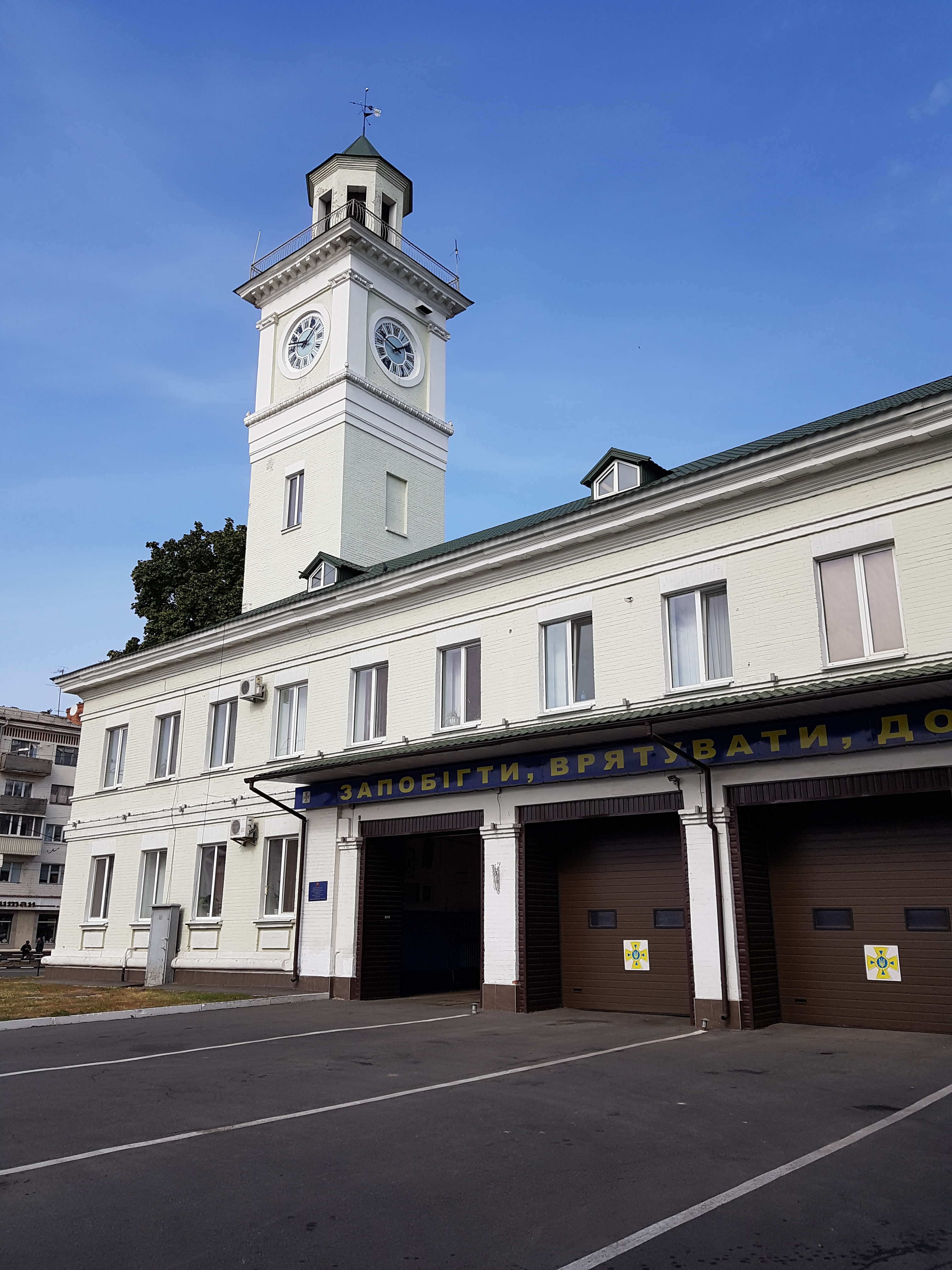
Poltava
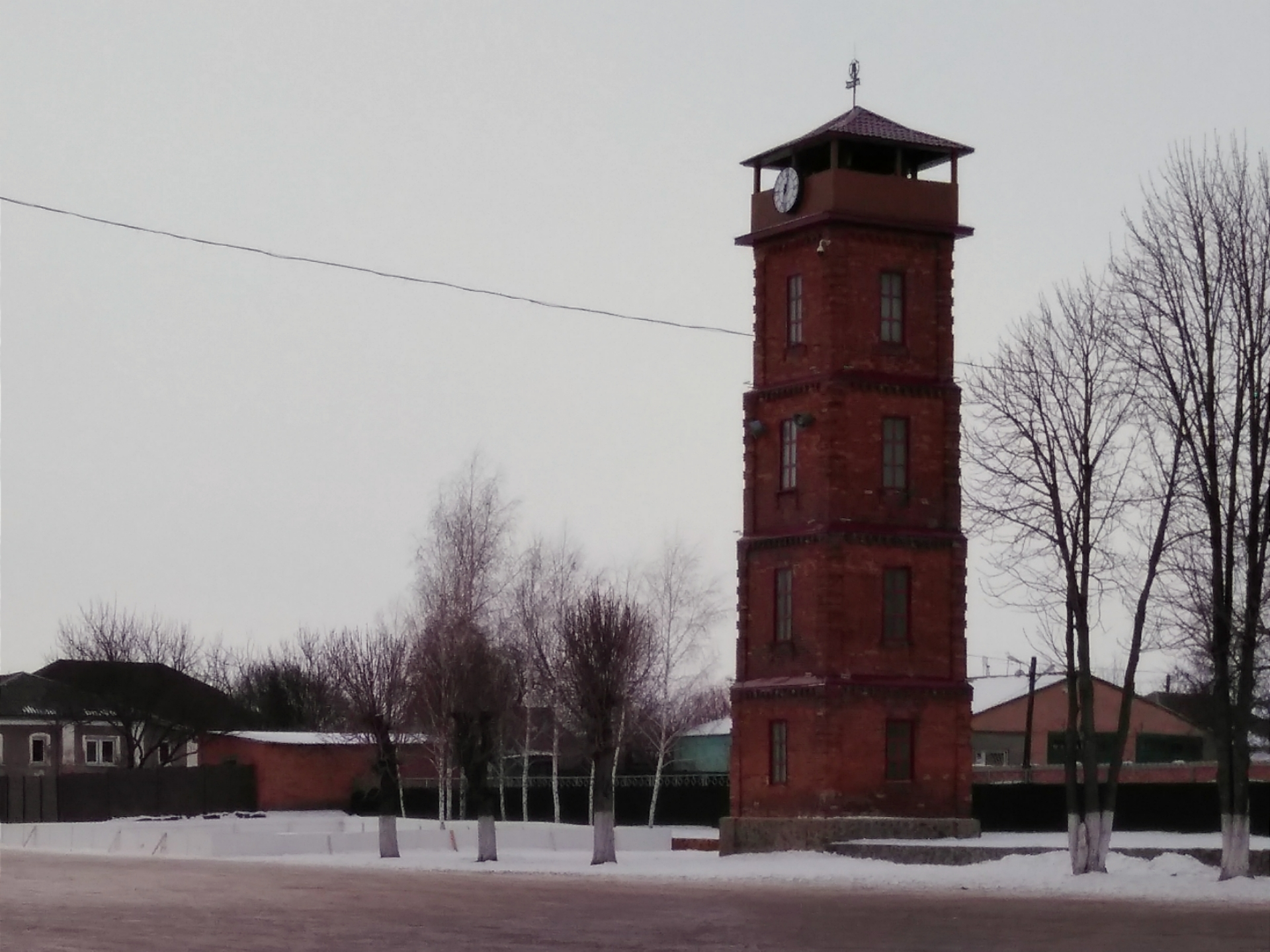
Zolochiv
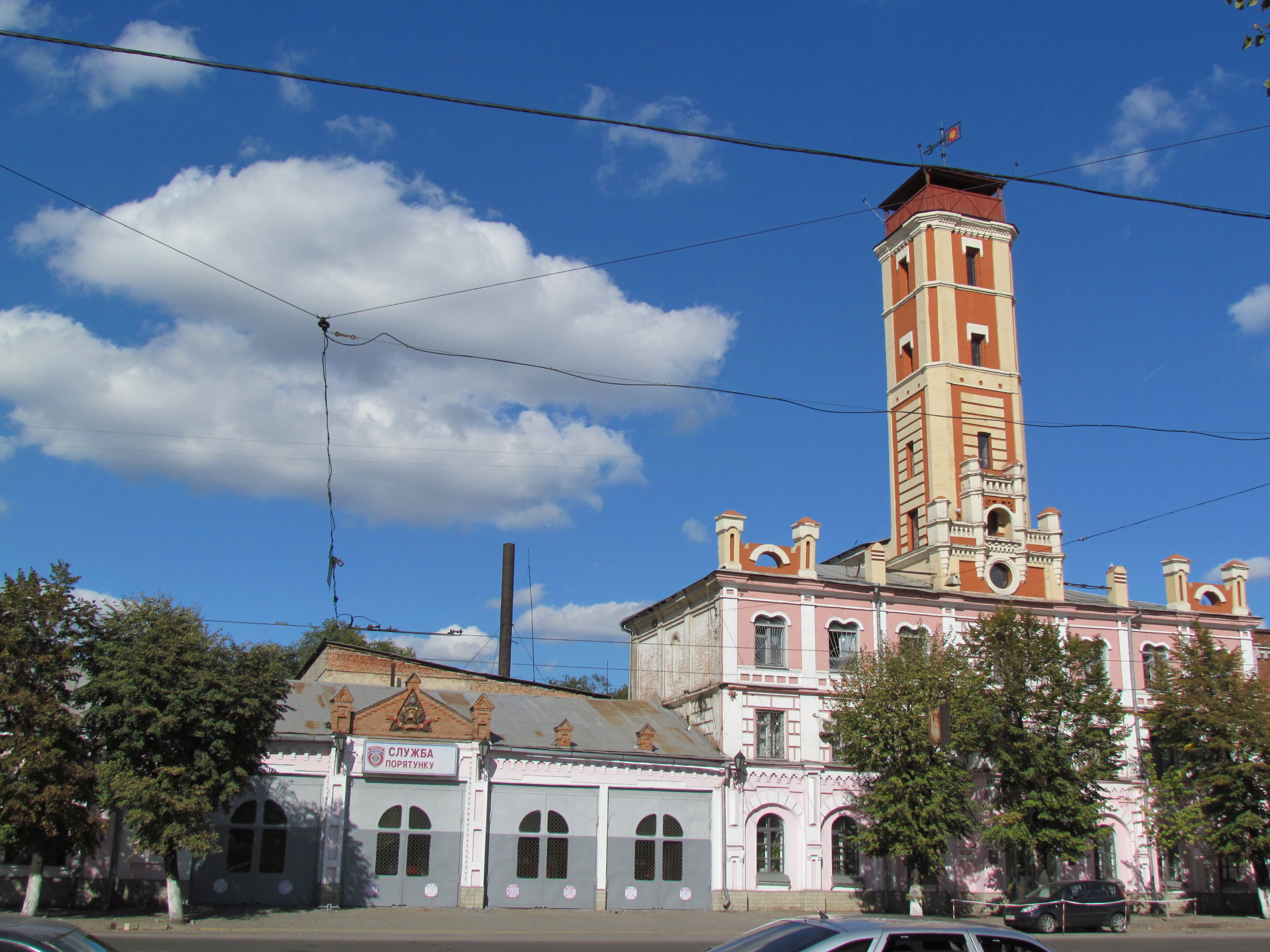
Kharkiv

### Iran
La torre d'incendis de Tabriz, també anomenada torre Yangin, de 23 metres d'alçada, es va construir el 1917 per a detectar els incendis a la ciutat i avisar els bombers. El parc de bombers de Tabriz, establert el 1832, va ser el primer de l'Iran.

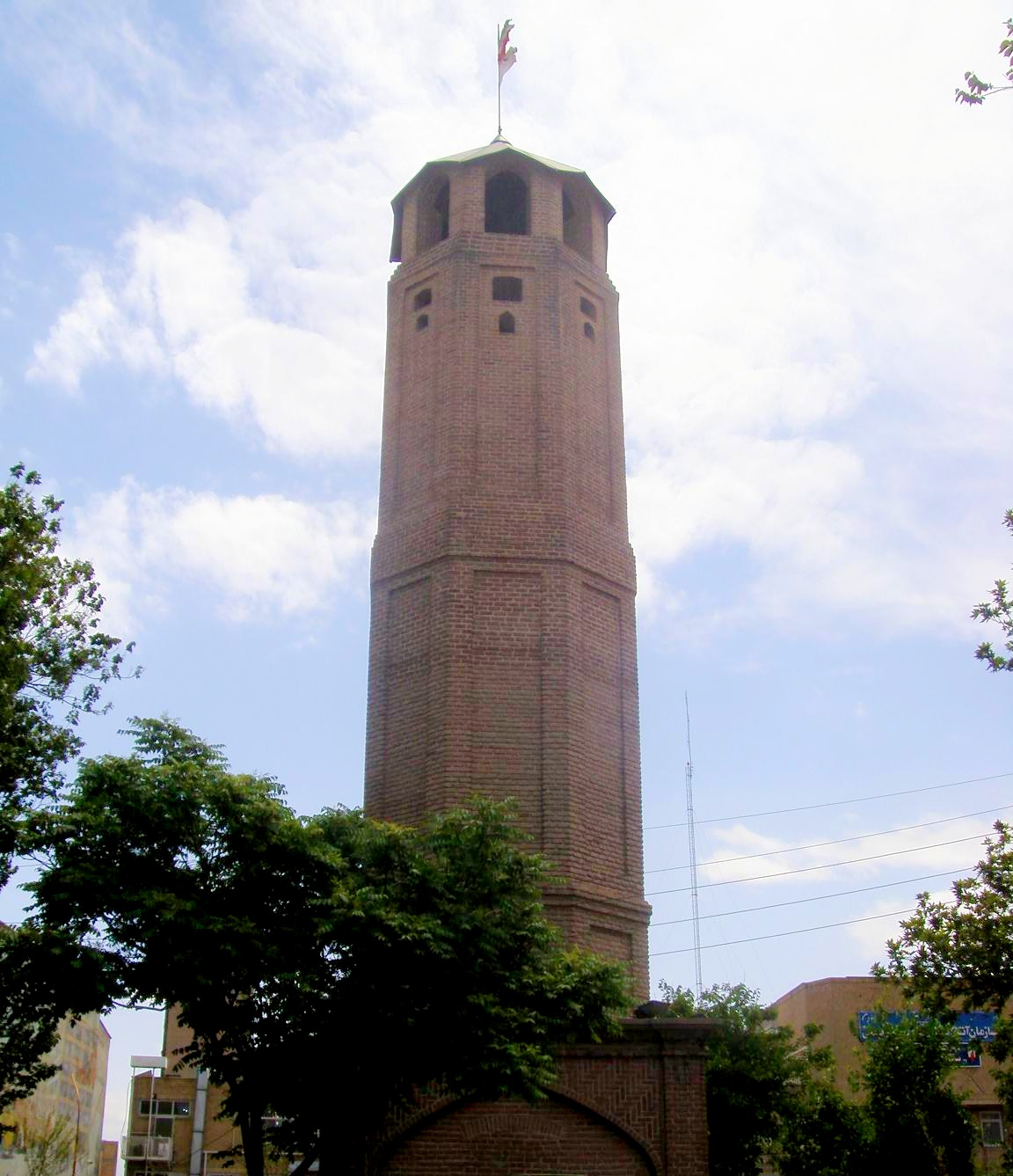
Tabriz

## Torres de guaita d'incendis forestals (selecció)
| La torre de guaita a la Muntanya Ute, a la reserva índia del mateix nom, a Colorado, EUA, va ser construïda el 1937 pel Cos Civil de Conservació, i es va inscriure al Registre Nacional de Llocs Històrics dels Estats Units el 1980. |
| El memorial a William Penn, a Reading, Pennsilvània, EUA, és una torre de 36,5 m, construïda el 1939 al cim del turó Penn com a torre de guaita d'incendis i atracció turística. |
| La torre de guaita High Knob, al cim de la muntanya Shenandoah, a l'estat de Virginia, EUA, va ser construïda el 1939 pel Cos Civil de Conservació, en substitució de la torre Bother Knob, que havia perdut visibilitat per l'arbrat. És l'única torre de guaita de pedra a l'estat de Virginia. El 1972 va acabar el seu ús, substituida per la vigilància d'incendis aèria. El 2003 es va restaurar i obrir al públic com a mirador. |
| La torre de guaita Monjeau, al bosc nacional Lincoln, a Nou Mèxic, EUA, va ser construïda el 1940 amb pedra natural pel Cos Civil de Conservació. |
| L'Arbre del Bicentenari Dave Evans, al parc nacional Warren, Austràlia, és un eucaliptus de 75 m d'alçada, al que el 1988, en celebració del bicentenari d'Austràlia, se li va construir una plataforma de guaita d'incendis a la que s'hi accedeix per una escala de cargol construïda amb 165 barres d'acer clavades al tronc. Actualment, és una atracció turística.                                                                 |
| La torre de bateria Goeben es va construir als anys 30 per a combatre els cuirassats al mar Bàltic, a l'illa Wolin, Polònia. Actualment, és una torre de guaita d'incendis forestals. |
| Torre de guaita al Bosc Verd (Zielony Las en polonès) a Przytok, Polònia, de 32 m d'alçada. |
| Torre de guaita a la muntanya Rennberg, a Haard, Alemanya, de 35 m d'alçada, construïda en acer galvanitzat el 2010, en substitució de l'antiga torre de fusta. |
| La torre de Collserola, a Barcelona, de 267,5 m d'alçada, forma part (torre de guaita Foxtrot) de la xarxa de torres de guaita de la serra de Collserola. El guaita forestal se situa a la planta 10. |